# 화장 (장례)

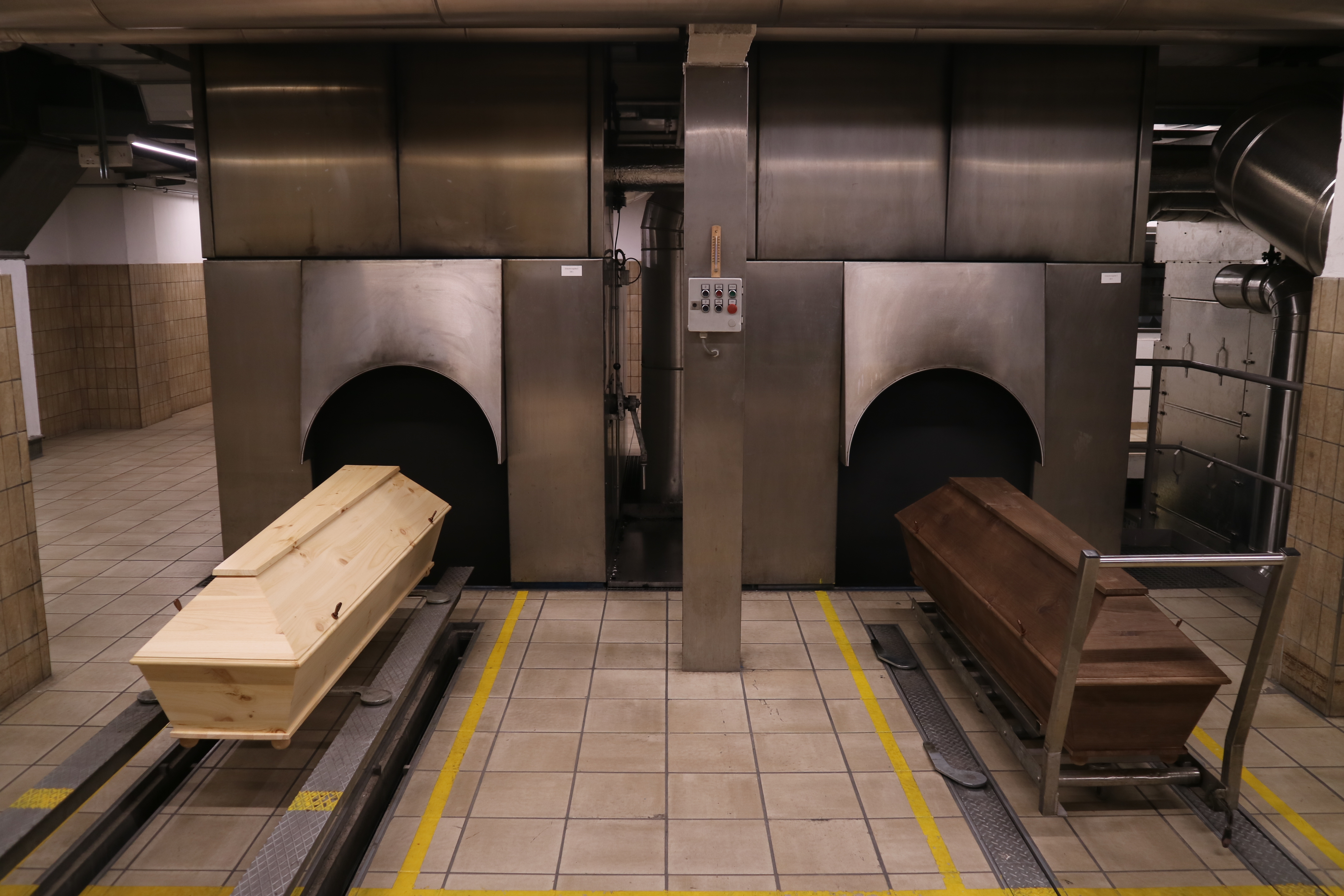
오스트리아에 있는 전기로 작동하는 화장로

화장(火葬, 영어: cremation)은 연소를 통해 시체를 최종 처리하는 방법이다.
화장은 장례 또는 장례 후 의식으로 사용될 수 있으며 매장의 대안이 될 수 있다. 인도, 네팔, 시리아를 포함한 일부 국가에서는 야외 장작더미 화장이 오랜 전통이다. 19세기부터 화장은 세계 다른 지역에 도입되거나 재도입되었다. 현대에는 화장터에서 밀폐된 화로(화장로)를 사용하여 화장이 일반적으로 이루어진다.
화장은 평균 재 2.4 kg(5.3 lb)의 잔해를 남기는데, 이를 재 또는 화장 유골이라고 부른다. 이는 전부 재는 아니며, 미연소된 뼈 미네랄 조각이 포함되어 있으며, 일반적으로 분말로 갈아진다. 이들은 무기물이며 불활성이므로 건강상의 위험을 구성하지 않으며, 매장되거나, 추모지에 안치되거나, 친척이 보관하거나 다양한 방법으로 뿌려질 수 있다.

## 역사

### 고대

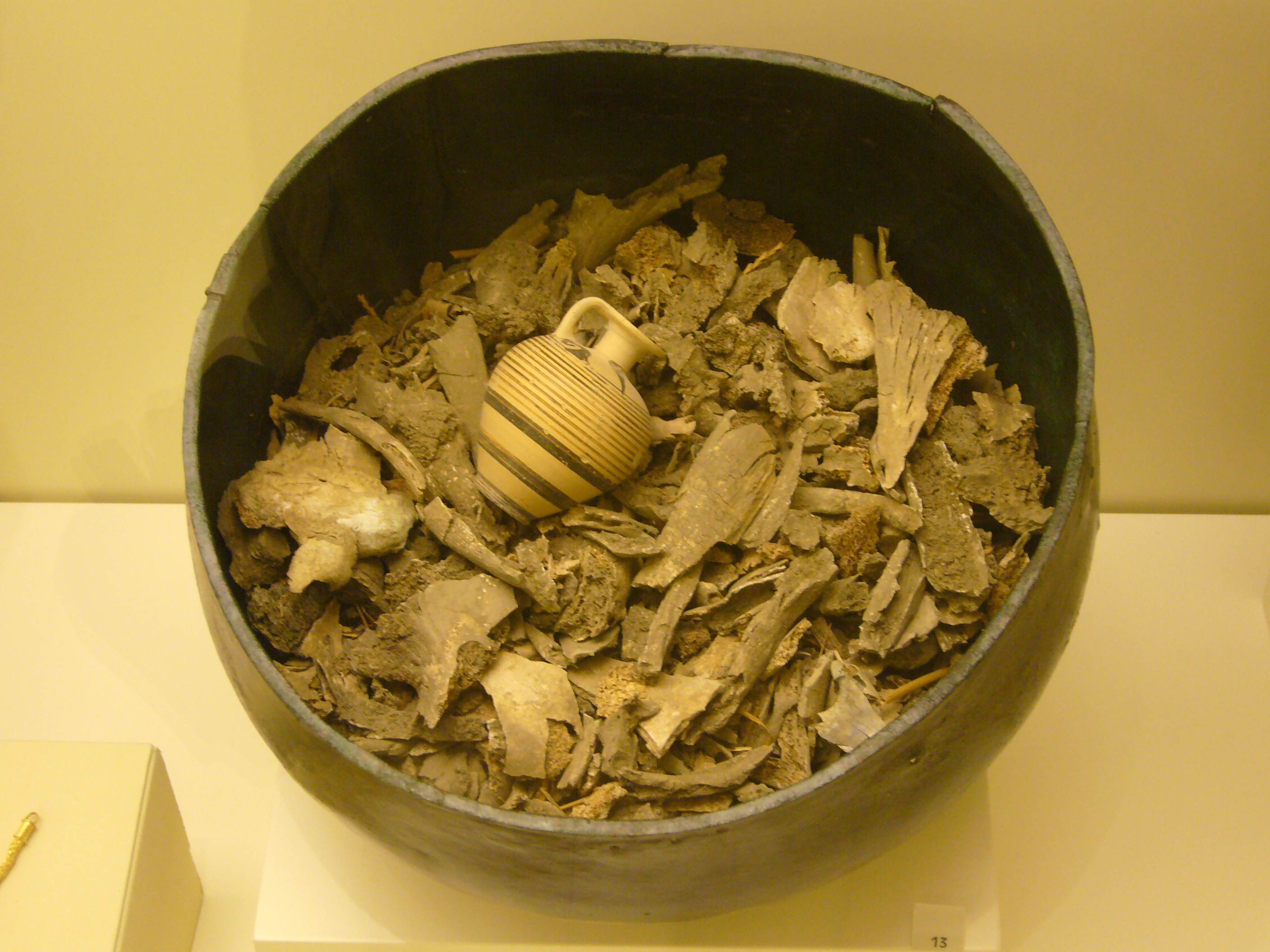
청동 용기에 담긴 고대 화장 유골, 낙헌제와 함께

화장은 고고학 기록에 따르면 최소 17,000년 전으로 거슬러 올라가는데, 호주 멍고호에서 부분적으로 화장된 시신이 발견된 멍고인 유해가 그것이다.
매장, 화장, 또는 노천 매장 등 특정 처분 방식을 강조하는 대체 사망 의식은 역사적으로 선호되는 시기를 거쳐 왔다.
중동과 유럽에서는 신석기 시대에 매장과 화장 모두 고고학 기록에서 나타난다. 문화 집단마다 고유한 선호와 금기가 있었다. 고대 이집트인들은 복잡한 영혼 환생 신학을 발전시켜 화장을 금지했다. 이는 셈족에 의해서도 널리 채택되었다. 헤로도토스에 따르면 바빌로니아인들은 시신을 방부 처리했다. 페니키아인들은 화장과 매장을 모두 행했다. 기원전 3000년 키클라데스 문명부터 기원전 1200~1100년 아미케네 문명 시대까지, 고대 그리스인들은 매장을 행했다. 화장은 기원전 12세기경, 아마도 아나톨리아의 영향을 받아 나타났다. 매장이 다시 유일한 매장 관행이 된 기독교 시대까지, 시대와 장소에 따라 연소와 매장 모두 행해졌다. 고대 로마의 초기 역사에서는 매장과 화장 모두 모든 계층에서 흔히 사용되었다. 공화정 중기 무렵에는 매장이 거의 전적으로 화장으로 대체되었으며, 몇 가지 주목할 만한 예외를 제외하고 제정 중기까지 가장 흔한 장례 관행으로 남아 있다가 매장으로 거의 완전히 대체되었다.
유럽에서는 초기 청동기 시대 (기원전 약 2000년)에 판노니아 평원과 중부 다뉴브강을 따라 화장 흔적이 있다. 이 풍습은 언필드 문화 (기원전 약 1300년부터)와 함께 청동기 시대 유럽 전역에 지배적이 되었다. 철기 시대에는 매장이 다시 더 흔해지지만, 화장은 빌라노바 문화와 다른 지역에서 지속되었다. 호메로스의 파트레클로스 매장 묘사는 분구묘에 후속 매장을 하는 화장을 묘사하는데, 언필드 매장과 유사하며, 화장 의식에 대한 가장 이른 묘사로 자격이 있다. 이것은 시대착오적일 수 있는데, 미케네 시대에는 일반적으로 매장이 선호되었고, 호메로스는 몇 세기 후 일리아드가 쓰여진 시기에 화장이 더 흔하게 사용되었던 것을 반영했을 수 있기 때문이다.

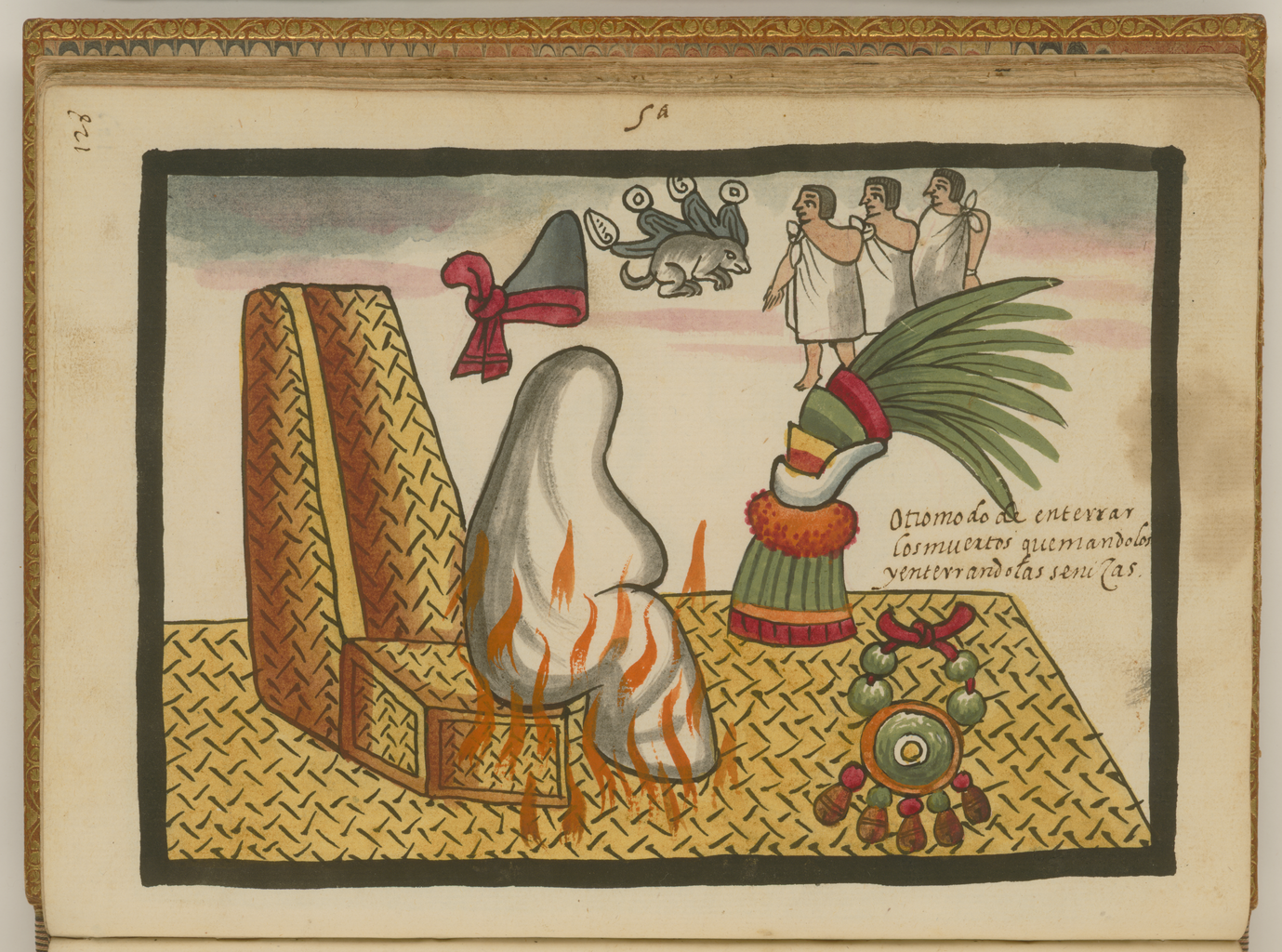
아위소틀 아즈텍 황제가 화장되고 있다. 그를 둘러싸고 있는 것은 비취와 금 목걸이, 케찰 깃털 장식, 코필리(왕관), 그의 이름 상형문자, 그리고 사후에 그를 동반할 세 명의 희생 제물이다.

매장 의식에 대한 비판은 불 희생이나 인신공양과 화장을 연관시키는 것을 포함하여 경쟁하는 종교와 문화에 의해 흔히 비난받는 대상이다.

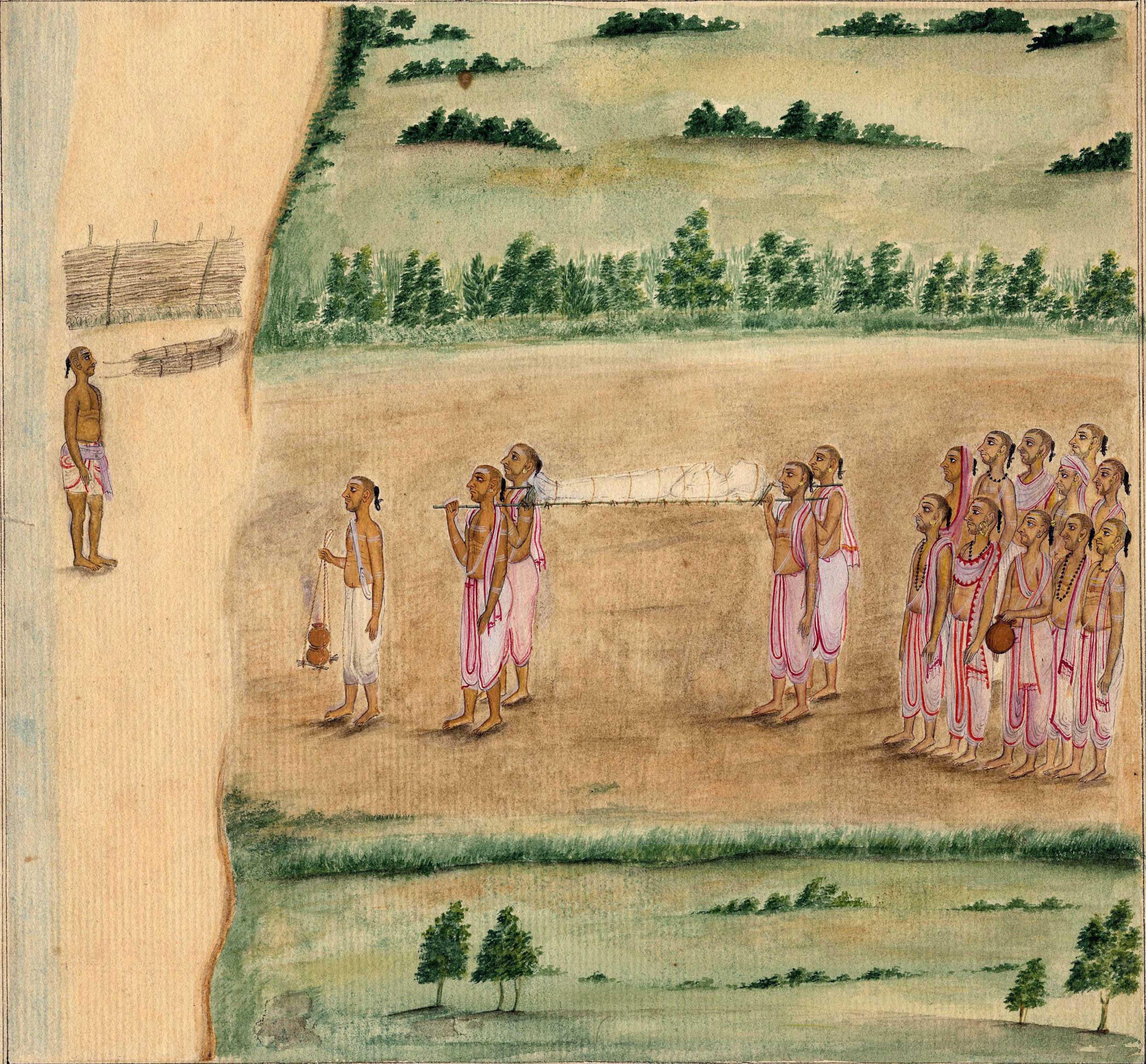
1820년에 그려진 그림으로, 남인도에서 힌두 장례 행렬을 보여준다. 화장터는 왼쪽 강 근처에 있으며, 조문객이 앞장서고, 시신은 흰 천으로 싸여 화장터로 옮겨지고 있으며, 친척과 친구들이 뒤따른다.

힌두교와 자이나교는 화장을 허용할 뿐만 아니라 권장하는 것으로 유명하다. 인도에서의 화장은 인더스 문명의 마지막 단계이자 베다 문명의 시작으로 간주되는 H 문화 (기원전 약 1900년부터)에서 처음으로 증명되었다. 리그베다는 RV 10.15.14에서 새로운 관행에 대한 언급을 포함하고 있는데, 여기서 조상들은 "화장된 (agnidagdhá-) 자들과 화장되지 않은 (ánagnidagdha-) 자들"로 불린다.
화장은 고대 그리스와 고대 로마 모두에서 흔했지만 보편적이지는 않았다. 키케로에 따르면, 매장은 로마에서 더 고대적인 의식으로 여겨졌다.
기독교의 부흥은 유럽에서 화장을 종식시켰는데, 비록 이미 쇠퇴하고 있었을 수도 있다.
초기 로마 브리타니아에서는 화장이 일반적이었으나 4세기경에 줄어들었다. 그러다가 5세기와 6세기 이주 시대에 다시 나타났는데, 이때는 희생된 동물이 때때로 화장 장작더미에 포함되었고, 죽은 사람들은 화장을 위해 의상과 장신구를 갖추었다. 이 풍습은 같은 기간 동안 앵글로색슨족 이주민들이 유래했다고 여겨지는 북부 대륙 지역의 게르만 민족 사이에서도 매우 널리 퍼져 있었다. 이 재는 보통 그 후 "유골 묘지"의 점토 또는 청동 용기에 안치되었다. 이 풍습은 7세기 동안 앵글로색슨족 또는 초기 영국인의 기독교 개종과 함께 다시 사라졌는데, 이때 기독교 매장이 일반화되었다.

### 중세
유럽 일부 지역에서는 화장이 법으로 금지되었으며, 게르만 이교 의식과 결합될 경우 화형으로 처벌받기도 했다. 화장은 때때로 가톨릭 당국에 의해 고발된 이단자들을 처벌하는 일부로 사용되었는데, 여기에는 화형이 포함되었다. 예를 들어, 존 위클리프의 시신은 사망 후 몇 년 만에 발굴되어 재로 불태워졌고, 그 재는 강에 던져졌다. 이는 성변화에 대한 로마 가톨릭 교리를 부인한 것에 대한 사후 처벌이었다.
화장 사용을 처음으로 옹호한 사람은 의사 토머스 브라운 (작가) 경으로, 그의 저서 『항아리 매장』(1658)에서 화장을 망각의 수단으로 해석하며 "시간의 아편에 대한 해독제는 없다..."고 명백히 밝힌다. 호노레타 브룩스 프랫(Honoretta Brooks Pratt)은 1769년 9월 26일 사망 후 런던 하노버 스퀘어 묘지에서 불법적으로 화장되어 현대에 기록된 최초의 유럽인 화장자가 되었다.

### 재도입
유럽에서는 1870년대에 시신 처리를 위한 실용적인 방법으로 화장을 재도입하려는 움직임이 시작되었다. 이는 새로운 화로 기술의 발명과 화장을 행하는 동양 문화와의 접촉으로 가능해졌다. 당시 많은 지지자들은 미아즈마를 믿었으며, 화장이 질병을 유발하는 "나쁜 공기"를 줄일 것이라고 생각했다. 이러한 움직임은 세속주의와 관련이 있었고 문화 및 지식계에서 지지자를 얻었다. 이탈리아에서는 이 움직임이 반교권주의 및 프리메이슨과 관련이 있었지만, 영국에서는 이러한 주제가 운동의 주요 내용은 아니었다.
1869년, 플로렌스 국제 의학 학회에서 콜레티 교수와 카스티글리오니 교수가 "공중 보건과 문명의 이름으로" 이 아이디어를 제시했다. 1873년, 로디 (롬바르디아주)의 파올로 고리니 교수와 파도바의 루도비코 브루네티 교수는 그들이 수행한 실제 작업 보고서를 발표했다. 브루네티의 화장 장치 모형은 결과물인 재와 함께 1873년 빈 박람회에 전시되어 큰 주목을 받았다. 한편, 찰스 윌리엄 지멘스 경은 1850년대에 개방형 화로를 개발했다. 그의 화로는 재생 예열을 통해 연료와 공기를 연소시켜 고온에서 작동했다. 재생 예열에서는 화로에서 배출되는 가스가 벽돌이 들어 있는 챔버로 펌핑되어 가스에서 벽돌로 열이 전달된다. 그런 다음 화로의 흐름이 반전되어 연료와 공기가 챔버를 통과하여 벽돌에 의해 가열된다. 이 방법을 통해 개방형 화로는 강철을 녹일 수 있을 만큼 높은 온도를 달성할 수 있었고, 이 과정은 화장을 효율적이고 실용적인 제안으로 만들었다. 찰스의 조카인 카를 프리드리히 폰 지멘스는 드레스덴에 있는 그의 공장에서 유기 물질 소각에 이 화로를 사용하는 것을 완벽하게 만들었다. 급진적인 정치인 찰스 웬트워스 딜크 경은 1874년에 사망한 아내의 시신을 그곳으로 가져가 화장했다. 효율적이고 저렴한 이 과정은 시신을 빠르고 완전하게 소각시켰으며, 마침내 산업적 화장을 실용적인 가능성으로 만든 근본적인 기술적 돌파구였다.
서구 세계 최초의 화장장은 1876년 밀라노에 문을 열었다. 밀라노의 "화장 사원"은 밀라노 기념 묘지에 지어졌다. 이 건물은 여전히 서 있지만 1992년에 운영을 중단했다.

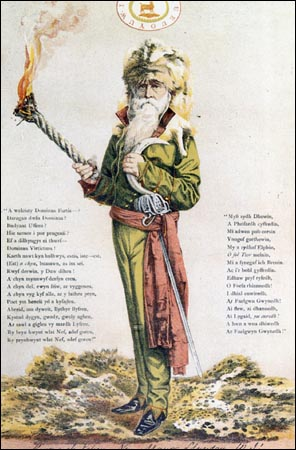
윌리엄 프라이스 (의사)의 재판으로 화장이 영국에서 합법화되었다. 그는 1893년 사망 후 스스로 화장되었다.

외과 의사이자 빅토리아 (영국) 영국 왕실 주치의였던 헨리 톰슨 경 (1대 준남작)은 빈 박람회에서 고리니의 화장로를 보고 영국에서 화장을 최초로, 그리고 주도적으로 홍보하는 인물이 되었다. 그가 화장을 지지한 주된 이유는 "점점 더 넓어지는 인구 밀집 지역에서 질병 전염을 막는 데 필요한 위생적 예방 조치가 되고 있다"는 것이었다. 또한 그는 화장이 조기 매장을 방지하고, 장례식 비용을 절감하며, 애도자들이 매장 중 날씨에 노출될 필요를 덜어주고, 유골함이 기물 파손으로부터 안전할 것이라고 믿었다. 그는 다른 지지자들과 함께 1874년 영국 화장 협회를 설립했다. 그들은 워킹 (서리주)에 영국 최초의 화장장을 설립했으며, 고리니는 화장로 설치를 돕기 위해 영국으로 왔다. 그들은 1879년 3월 17일 말의 시신으로 첫 시험을 했다. 항의와 리처드 크로스 내무부 장관의 개입으로 그들의 계획은 보류되었다. 1884년, 웨일스 신 드루이드교 사제 윌리엄 프라이스 (의사)는 아들의 시신을 화장하려 한 혐의로 체포되어 재판을 받았다. 프라이스는 법정에서 화장이 합법이라고 명시되어 있지 않지만 불법이라고도 명시되어 있지 않다고 성공적으로 주장했다. 이 사건은 화장 협회가 진행할 수 있도록 허용하는 선례를 만들었다.
1885년, 영국 최초의 공식 화장이 워킹에서 이루어졌다. 사망자는 문학 및 과학계의 유명 인사였던 장네트 피커스길이었다. 그해 말까지 영국 화장 협회는 2건의 추가 화장을 감독했으며, 이는 그해 영국에서 발생한 597,357건의 사망 중 총 3건에 해당한다. 1888년에는 28건의 화장이 그곳에서 이루어졌다. 1891년, 워킹 화장장은 예배당을 추가하여 화장장이 화장뿐만 아니라 장례식을 위한 장소라는 개념을 개척했다.
유럽의 다른 초기 화장장은 1878년 독일 고타 (도시)에, 나중에 1891년 하이델베르크에 건설되었다. 미국 최초의 현대식 화장장은 1876년 프랜시스 줄리어스 르모인이 유럽에서의 사용 소식을 듣고 지었다. 많은 초기 지지자들처럼, 그는 공중 보건에 도움이 될 것이라는 믿음으로 동기 부여되었다. 르모인의 화장장이 1901년에 문을 닫기 전까지 42건의 화장을 수행했다. 스웨덴(1887년 스톡홀름), 스위스(1889년 취리히), 프랑스(1889년 페르 라셰즈 묘지, 파리) 등 다른 국가들도 최초의 화장장을 열었다.

### 서구 확산
일부 개신교 교회들은 화장을 받아들이게 되었다. 영국 성공회와 북유럽 개신교 국가에서는 화장이 처음에는 상류층과 문화계에서, 그 다음에는 나머지 인구에게 받아들여졌다(아직 일반화되지는 않았지만). 1905년, 웨스트민스터 사원은 처음으로 유골을 안치했다. 1911년까지 사원은 유골 안치를 선호한다고 밝혔다. 1908년 가톨릭 백과사전은 이러한 발전에 대해 "불길한 움직임"이라고 언급하고 프리메이슨과 연관시키면서도 "화장 관행에 교회의 어떤 교리도 직접적으로 반대되는 것은 없다"고 말했다.
미국에서는 19세기 후반에 매년 약 1개씩의 화장장이 건설되었다. 유체보존기술이 더욱 널리 받아들여지고 사용되면서 화장장은 위생적인 우위를 잃었다. 뒤처지지 않기 위해 화장장은 화장을 아름답게 만드는 아이디어를 얻었다. 그들은 스테인드글라스 창문과 프레스코화 벽으로 장식된 대리석 바닥을 갖춘 화장장을 짓기 시작했다.
호주도 현대적인 화장 운동과 단체를 설립하기 시작했다. 호주인들은 사우스오스트레일리아주의 주도 애들레이드에 있는 웨스트 테라스 묘지에 1901년 최초의 맞춤형 현대식 화장장과 예배당을 세웠다. 워킹 (서리주)의 건물들과 유사한 이 작은 건물은 19세기 양식에서 크게 변하지 않고 1950년대 후반까지 완전히 운영되었다. 호주에서 가장 오래 운영 중인 화장장은 시드니의 루크우드 묘지에 있다. 이 화장장은 1925년에 문을 열었다.
네덜란드에서는 1874년 임의 화장 협회의 설립이 화장의 장단점에 대한 오랜 논쟁을 촉발시켰다. 화장 금지 법률은 1915년에 이의가 제기되어 무효화되었지만(네덜란드 최초의 화장장 건설 2년 후), 화장은 1955년까지 법적으로 인정되지 않았다.

### 제2차 세계 대전
제2차 세계 대전 (1939–45) 동안, 나치 독일은 학살된 시신을 소각 처리하기 위해 아우슈비츠-비르케나우, 헤움노, 베우제츠, 마이다네크, 소비보르, 트레블링카를 포함한 폴란드 점령기 전역의 최소 6개 절멸 수용소에 특별히 건설된 화로를 사용했다. 라인하르트 작전의 산업화된 살해 효율성은 홀로코스트의 가장 치명적인 단계 동안 너무 많은 시신을 만들어냈기 때문에, SS 규격에 맞춰 제작된 화장로들이 모든 수용소에서 24시간 내내 시신 처리를 위해 사용되었다. 브르바-베츨러 보고서는 다음과 같은 설명을 제공한다. 
현재 비르케나우에는 4개의 화장로가 가동 중이며, 대형 화장로 I, II와 소형 화장로 III, IV가 있다. I형과 II형은 3개 부분으로 구성되어 있다. 즉: (A) 화로실; (B) 대형 홀; 그리고 (C) 가스실. 거대한 굴뚝이 화로실에서 솟아 있으며, 그 주위에는 각각 4개의 개구부를 가진 9개의 화로가 배치되어 있다. 각 개구부는 한 번에 3개의 일반 시신을 수용할 수 있으며, 한 시간 반 후에는 시신이 완전히 소각된다. 이는 일일 약 2,000구의 시신 처리 능력에 해당한다... 화장로 III과 IV는 거의 같은 원리로 작동하지만, 그들의 용량은 절반에 불과하다. 따라서 비르케나우에 있는 4개의 화장 및 가스 시설의 총 용량은 하루 약 6,000구에 달한다.

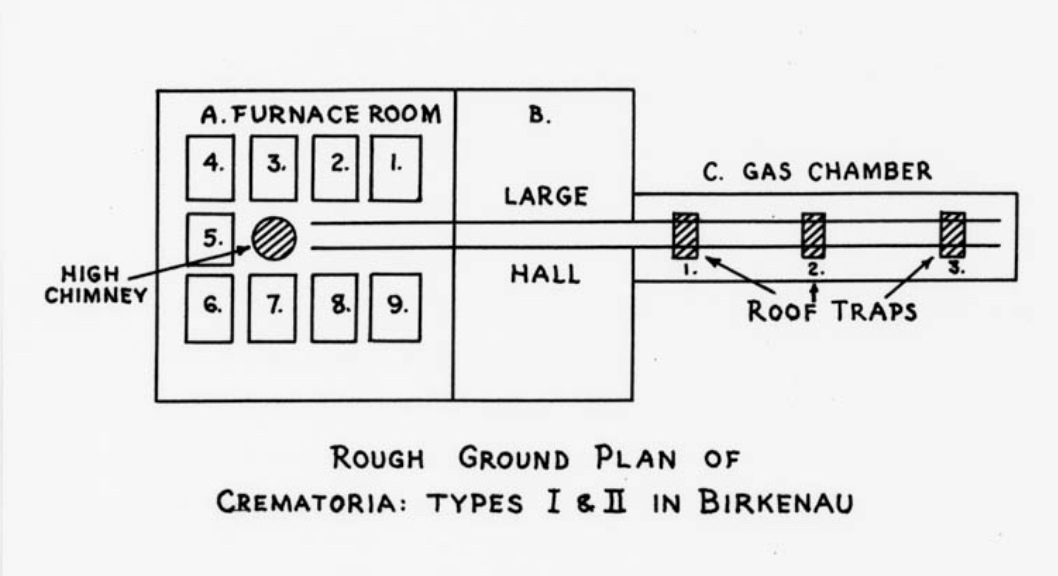
브르바-베츨러 보고서의 스케치로, 폴란드 점령기에 있던 여러 나치 독일의 절멸 수용소 중 하나인 아우슈비츠에서 사용된 화장로의 대략적인 배치도를 보여준다.

홀로코스트 화로는 여러 제조업체에서 공급되었으며, 가장 잘 알려지고 흔한 곳은 톱프 운트 죄네와 베를린의 코리(Kori) 회사였다. 이 회사의 화로는 두 개의 시신을 수용할 수 있도록 길게 늘어져 있었고, 뒤에서 안으로 밀어 넣었다. 재는 앞쪽에서 꺼냈다.

### 현대 시대
20세기에 화장은 대부분의 기독교 교파에서 다양한 정도로 받아들여졌다. 윌리엄 템플 주교, 잉글랜드 국교회의 최고위 주교는 1944년 재임 중 사망 후 화장되었다. 로마 가톨릭 교회는 이 관행을 더디게 받아들였다. 1963년, 제2차 바티칸 공의회에서 교황 바오로 6세는 화장 금지를 해제했으며, 1966년에는 가톨릭 사제가 화장식에서 집전하는 것을 허용했다. 이는 재를 매장하거나 안치해야 하며, 뿌려서는 안 된다는 조건 하에 이루어진다. 매장이 전통적인 많은 국가에서 화장은 시신 처리의 가장 흔한 방법은 아니더라도 중요한 방법으로 떠올랐다. 1960년대와 1970년대에는 영국과 네덜란드에서 전례 없는 화장장 건설 붐이 일었다.
1960년대부터 화장은 후자가 전통적인 여러 나라에서 매장보다 더 흔해졌다. 여기에는 영국(1968), 체코슬로바키아(1980), 캐나다(2000년대 초), 미국(2016), 핀란드(2017)가 포함된다. 언급된 요인으로는 저렴한 비용(특히 2008년 경기 침체 이후 요인), 세속적 태도의 증가, 일부 기독교 교파의 반대 감소 등이 있다.

## 현대 공정

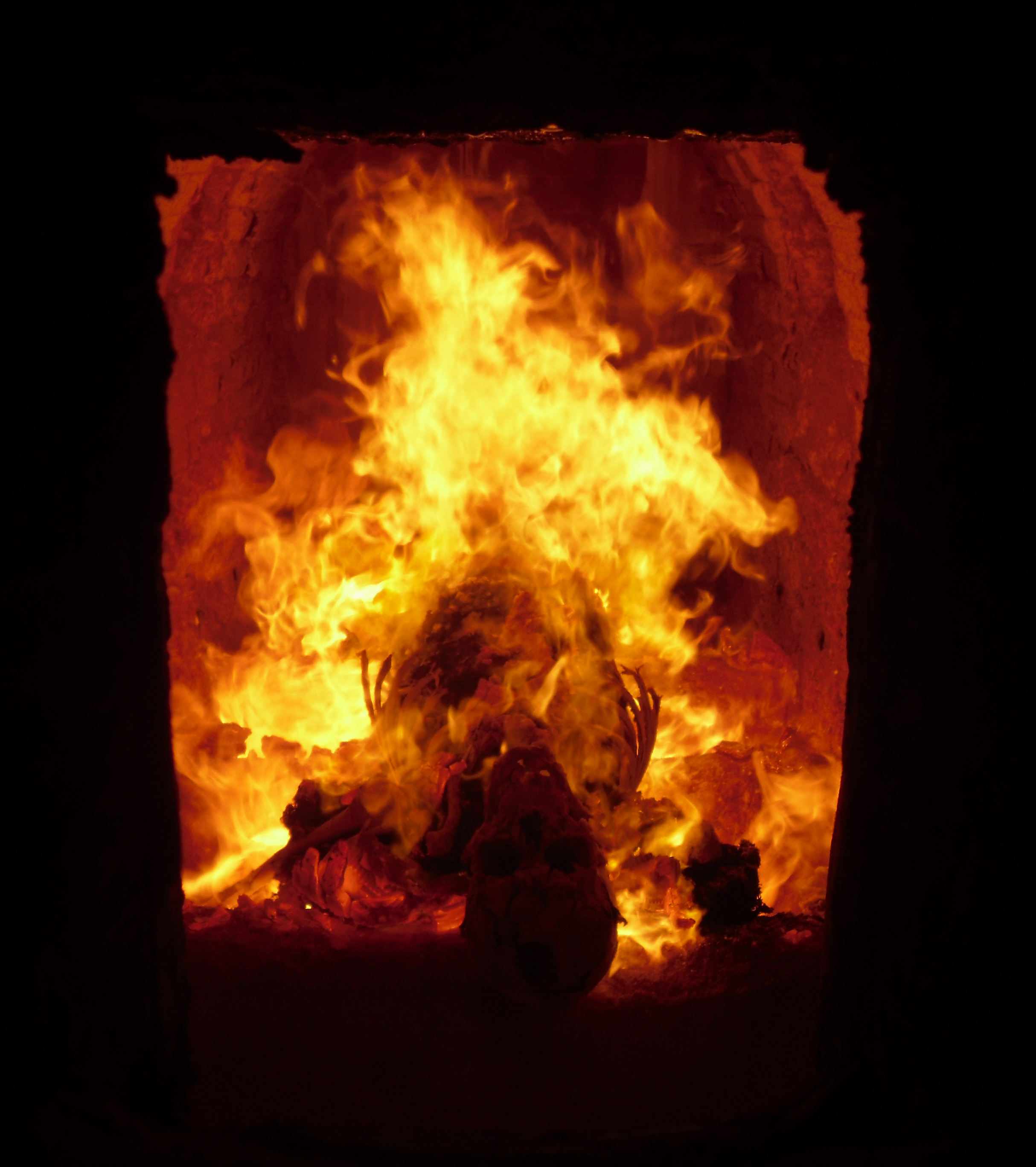
전기로 작동하는 화장로 내부에서 시체를 화장하는 모습

화장은 화장장에 있는 화장로에서 이루어진다. 많은 국가에서 화장장은 화장뿐만 아니라 장례를 위한 장소이기도 하다.
화장로는 시신이 분해될 수 있도록 871–982 °C(1,600–1,800 °F)의 온도를 발생시킬 수 있는 산업용 화로이다. 현대식 화장로 연료로는 연료유, 천연가스, 프로페인 등이 있으며, 홍콩에서는 석탄 가스를 사용한다. 현대식 화장로는 화장 과정이 완료되었는지 자동으로 내부를 모니터링하며, 작업자가 내부를 볼 수 있는 관찰 구멍이 있다. 화장에 필요한 시간은 시신마다 다르며, 성인 시신의 경우 평균 90분이다.
시신이 놓이는 공간을 화장실 또는 레토르트라고 부르며, 내열성 내화물 벽돌로 되어 있다. 내화 벽돌은 여러 층으로 설계된다. 가장 바깥층은 보통 단순히 절연 재료, 예를 들어 암면이다. 안쪽에는 일반적으로 규산칼슘 재질의 절연 벽돌 층이 있다. 고성능 화장로는 보통 절연 층 내부에 두 층의 내화 벽돌로 설계된다. 연소 과정과 접촉하는 내화 벽돌 층은 바깥층을 보호하며 때때로 교체해야 한다.
시신은 일반적으로 관 (장례)이나 가연성 용기 안에 있어야 한다. 이렇게 하면 시신을 빠르고 안전하게 화장로 안으로 밀어 넣을 수 있다. 또한 작업자의 건강 위험을 줄여준다. 관이나 용기는 열 손실을 피하기 위해 가능한 한 빨리 화장로에 삽입(장전)된다. 일부 화장장에서는 친척이 장전을 지켜볼 수 있도록 허용한다. 이는 힌두교와 자이나교 장례식과 같은 종교적인 이유로 행해지기도 하며, 일본에서도 관례이다.

### 시신 용기

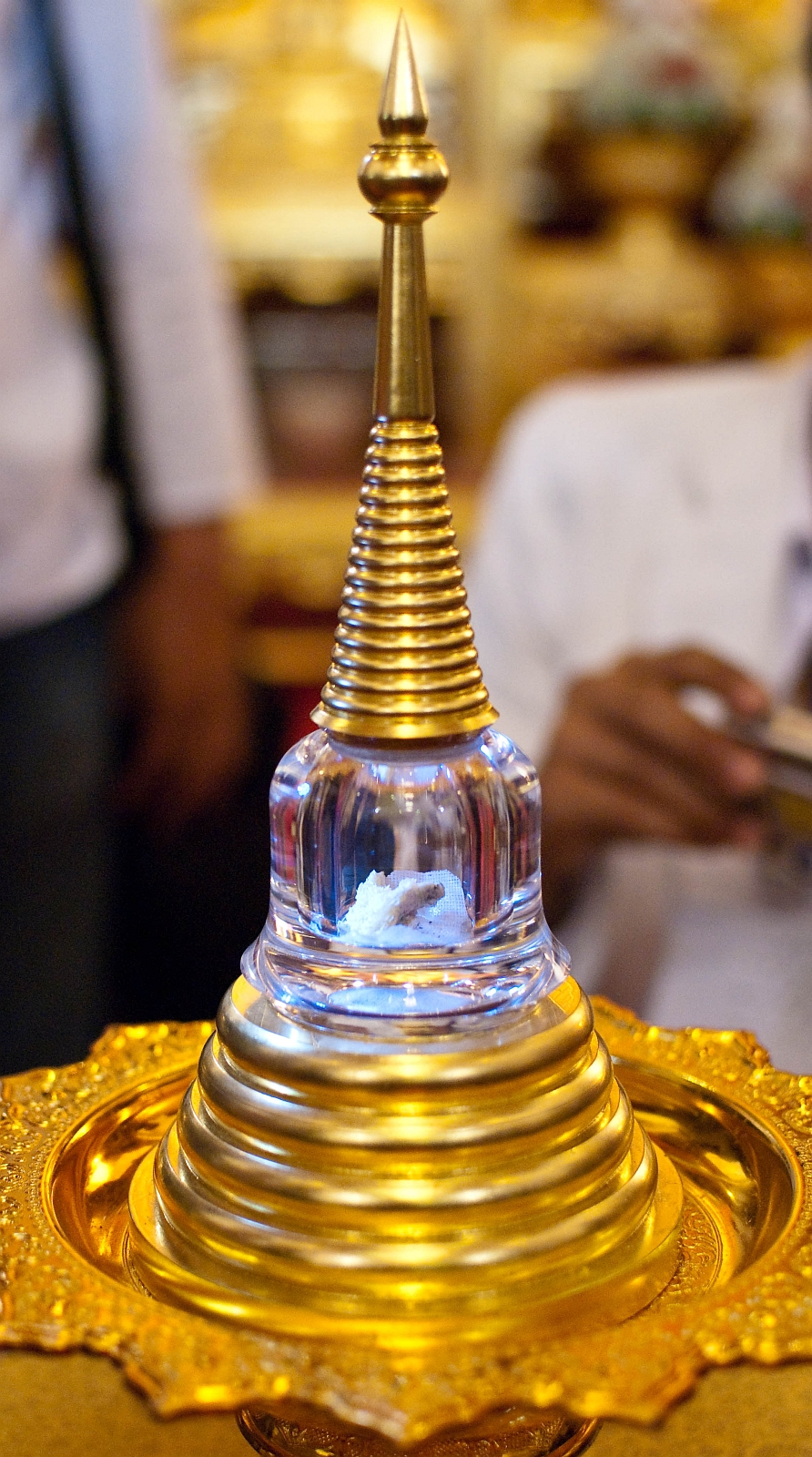
찬 쿠살로(태국 북부 불교 대주교)의 재에서 발견된 유물이 치앙마이 왓 체디 루앙에 전시된 스투파 모양의 유리병 안에 놓여 있다.

미국 연방법은 화장을 위한 어떤 용기 요구사항도 명시하지 않는다. 일부 주에서는 모든 화장에 대해 불투명하거나 투명하지 않은 용기를 요구한다. 이것은 간단한 골판지 상자이거나 나무 관일 수 있다. 다른 선택 사항은 전통적인 관처럼 보이도록 디자인된 나무 껍질 안에 맞는 골판지 상자이다. 장례식이 끝나면 상자는 화장 전에 껍질에서 제거되어 껍질을 재사용할 수 있다.
영국에서는 시신을 관에서 꺼내지 않으며 위에서 설명한 용기에 넣지 않는다. 시신은 관과 함께 화장된다. 이것이 모든 영국 관이 화장용으로 사용되려면 가연성이어야 하는 이유이다. 화장 관행 강령은 관이 화장장에 도착하면 개봉하는 것을 금지하며, 장례식 후 72시간 이내에 화장해야 한다는 규정을 명시하고 있다. 따라서 영국에서는 시신이 장례식에서 넣었던 관과 같은 관에서 화장되지만, 규정은 장례식 중 승인된 "덮개"의 사용을 허용한다. 이 때문에 관을 밀봉하기 전에 보석류를 제거하는 것이 권장된다. 화장이 끝나면 유해는 자성장을 통과하여 금속을 제거하며, 금속은 화장장 부지 내 다른 곳에 안치되거나, 점차 재활용된다. 재는 크레뮬레이터에 넣어 유해를 더 미세한 질감으로 갈아낸 후 친척이나 사랑하는 사람들에게 주거나 시설이 있는 화장장 부지에 뿌린다.
독일에서는 과정이 영국과 대부분 유사하다. 시신은 관에 넣어 화장된다. 번호가 새겨진 내화 점토 조각은 시신을 태운 후 유해를 식별하는 데 사용된다. 그런 다음 유해는 유골함이라는 용기에 담겨 일반적으로 골호에 넣어 보관한다.
오스트레일리아에서는 재사용 가능한 관이나 골판지 관은 드물며, 현재 소수의 제조업체만이 공급하고 있다. 저렴한 비용을 위해 평범한 파티클 보드 관("칩피", "쉬퍼" 또는 "파이로"라고 불림)을 사용할 수 있다. 손잡이(있는 경우)는 플라스틱이며 화장로에서 사용 승인을 받았다.
화장은 화장장에서 사전 예배 없이 "배달만" 가능하거나(교회 예배는 이미 마쳤을 수 있음) 화장장 예배당 중 한 곳에서 예배가 선행될 수 있다. "배달만"은 화장장이 시신을 냉장고에 밤새 보관하여 화장로를 최대한 활용할 수 있도록 일정을 잡을 수 있게 해주며, 더 낮은 요금을 부과할 수 있다.

### 연소 및 재 수집

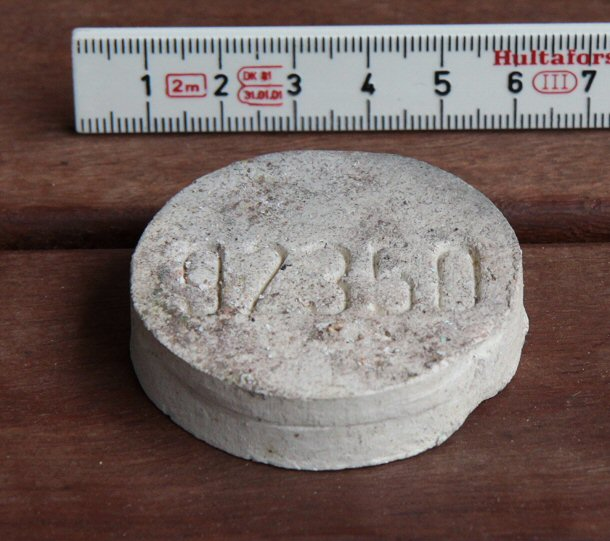
(독일) 시신을 태운 후 재를 식별하는 데 사용되는 내화 점토 조각
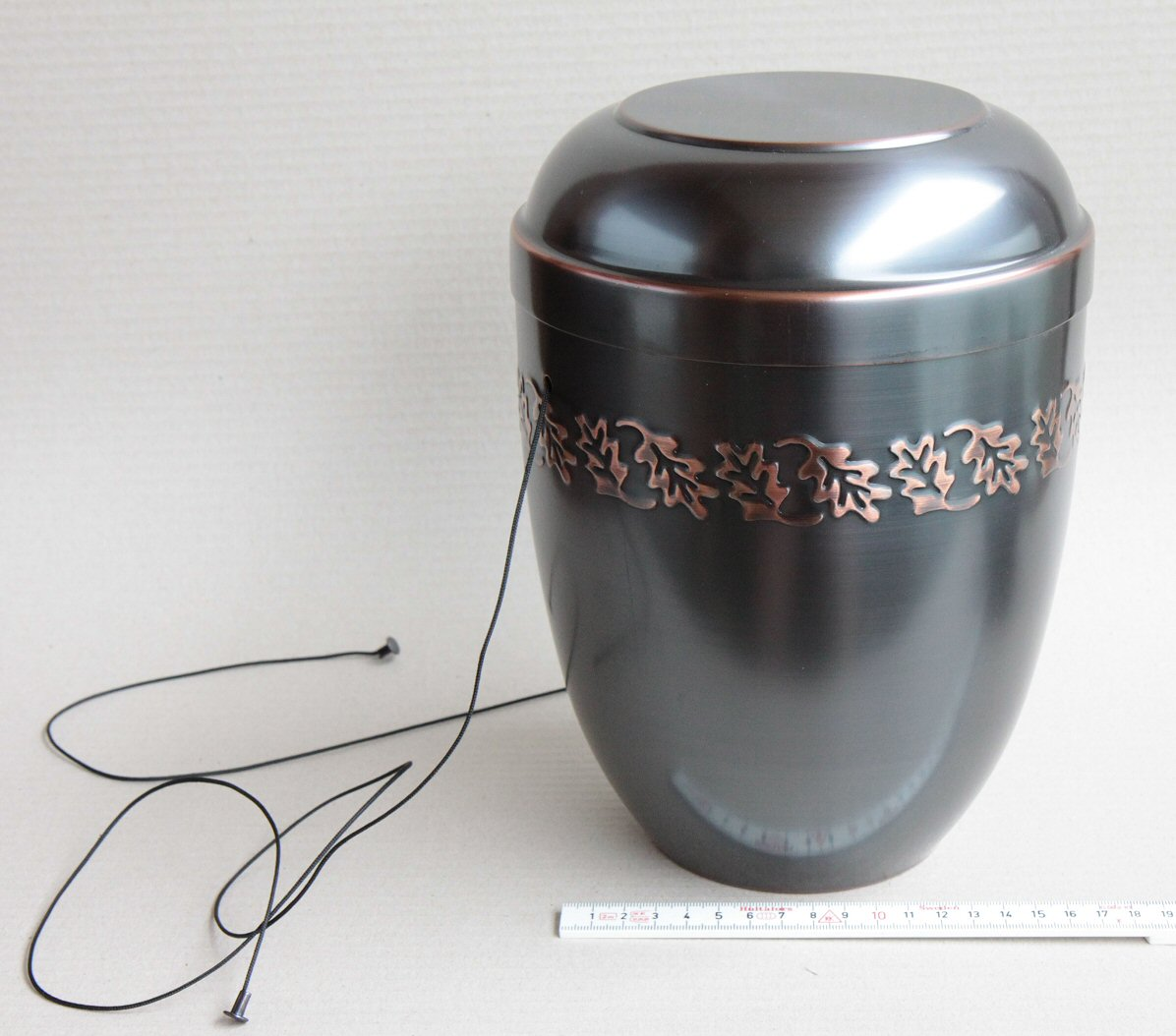
(독일) 골호. 끈은 골호를 땅에 내릴 때 사용된다.
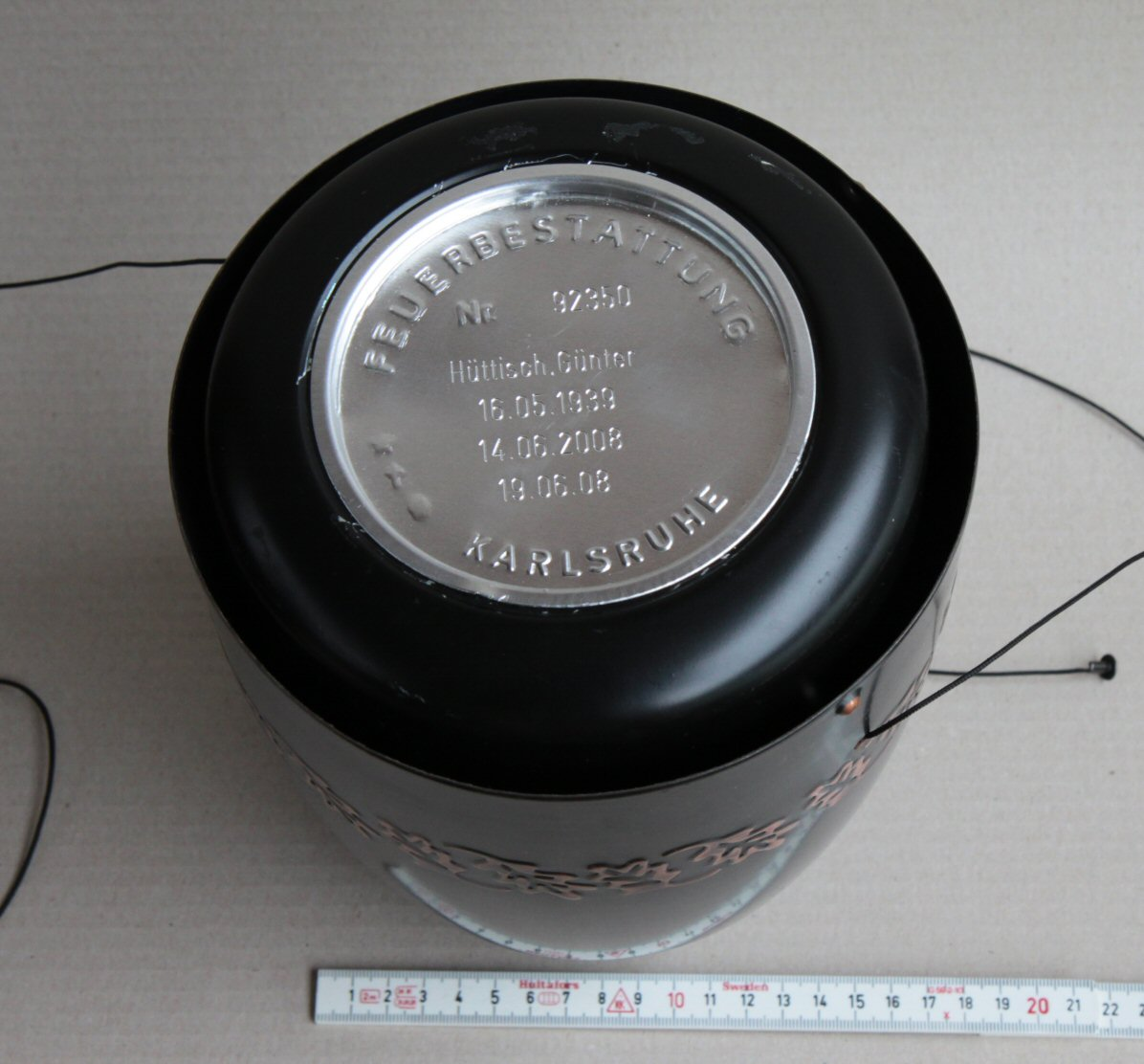
(독일) 밀봉된 골호, 시신의 유골이 담긴 재 캡슐과 이름 및 날짜를 보여줌
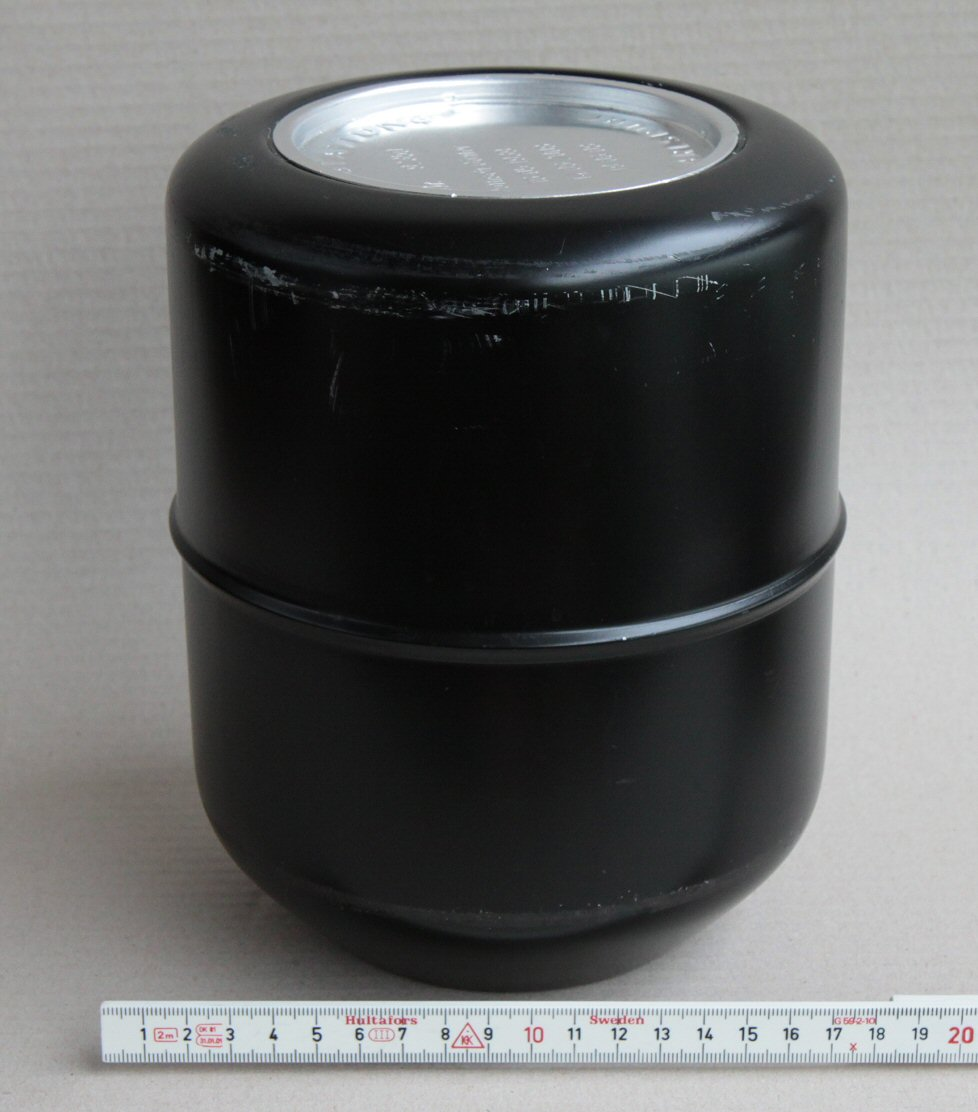
(독일) 재 캡슐
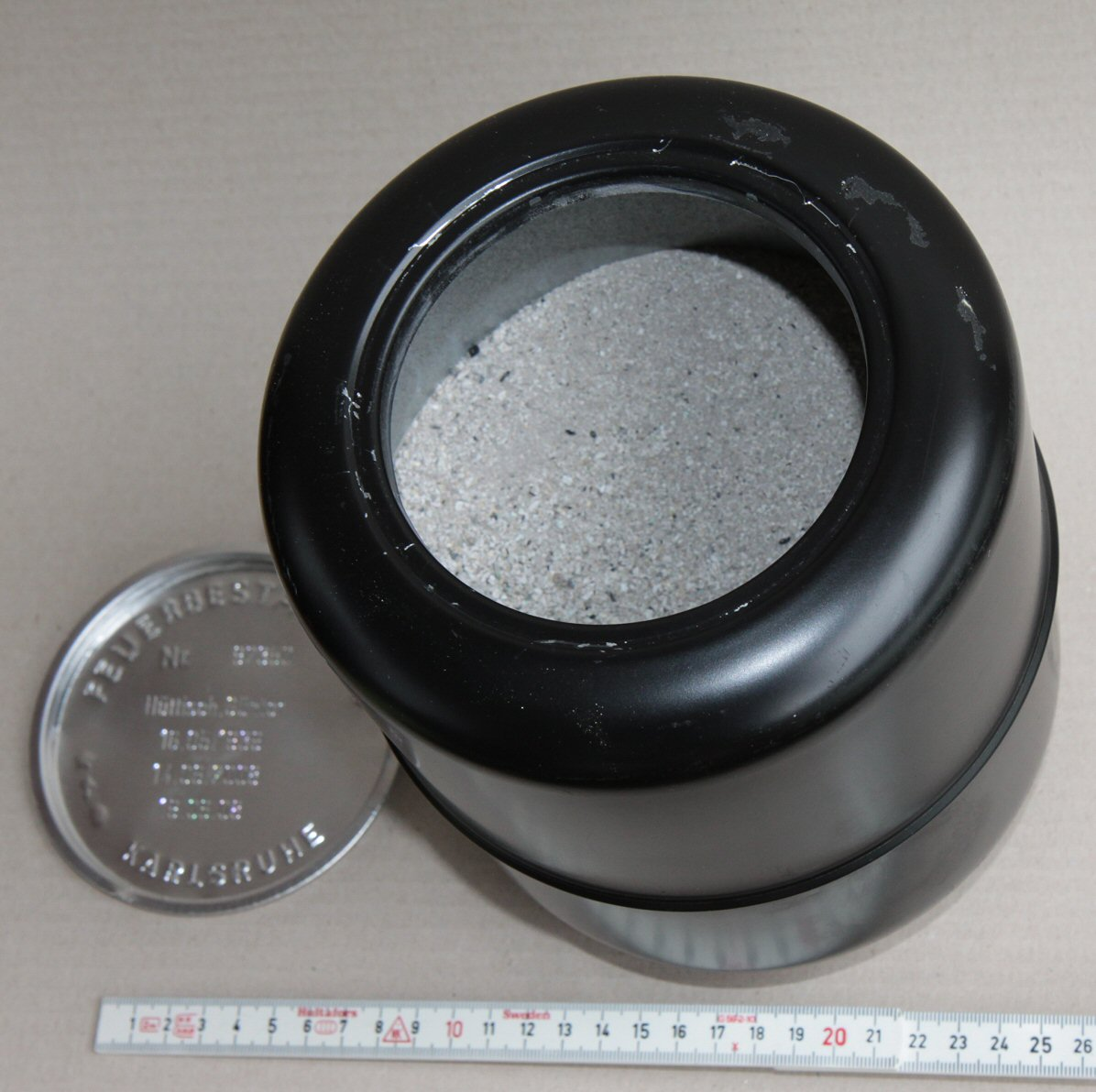
(독일) 개봉된 재 캡슐, 시신의 유골을 보여줌
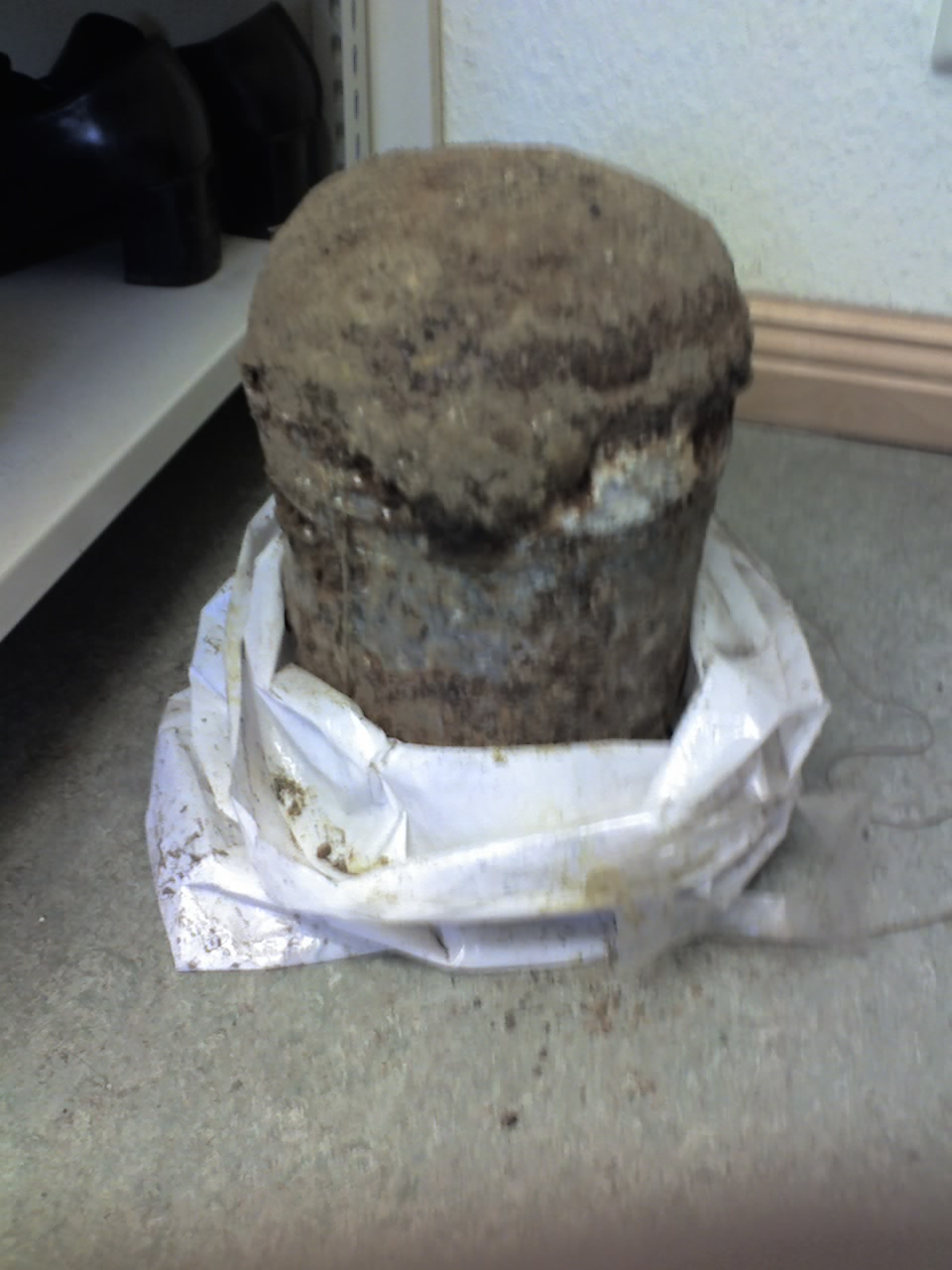
(독일) 15년 후의 재 캡슐과 골호

시신이 담긴 상자는 레토르트에 넣어 760 ~ 1150 °C(1400 ~ 2100 °F)의 온도로 소각된다. 화장 과정에서 시신의 대부분(특히 장기와 다른 연조직)은 강렬한 열에 의해 증기화되고 산화된다. 방출된 가스는 배기 시스템을 통해 배출된다.
목걸이, 손목시계, 반지와 같은 보석은 보통 화장 전에 제거되어 가족에게 반환된다. 여러 이식된 장치는 제거해야 한다. 심박조율기 및 기타 의료 기기는 크고 위험한 폭발을 일으킬 수 있다. 네덜란드에서는 이러한 장치들이 장례사나 사망한 병원에서 제거된다.
일반적인 믿음과는 달리, 화장된 유해는 일반적인 의미의 재가 아니다. 소각이 완료되면 건조된 뼈 조각은 레토르트에서 쓸려 나와 크레뮬레이터(Cremulator)라는 기계로 분쇄된다. 이 기계는 본질적으로 대용량의 고속 분쇄기로, "재" 또는 "화장 유해"로 처리한다. 분쇄는 손으로도 수행될 수 있다. 이 과정은 뼈를 고운 모래 같은 질감과 색으로 만들며, 어떤 이물질과도 섞을 필요 없이 뿌릴 수 있게 한다. 물론 입자 크기는 사용되는 크레뮬레이터에 따라 다르다. 성인 유해의 평균 무게는 2.4 kg(5.3 lb)이며, 성인 남성의 평균 무게는 성인 여성보다 약 1 kg(2.2 lb) 더 많다. 회전 장치, 분쇄기, 그리고 무거운 금속 공을 사용하는 구형 모델 등 다양한 유형의 크레뮬레이터가 있다.
분쇄 과정은 일반적으로 약 20초가 걸린다.

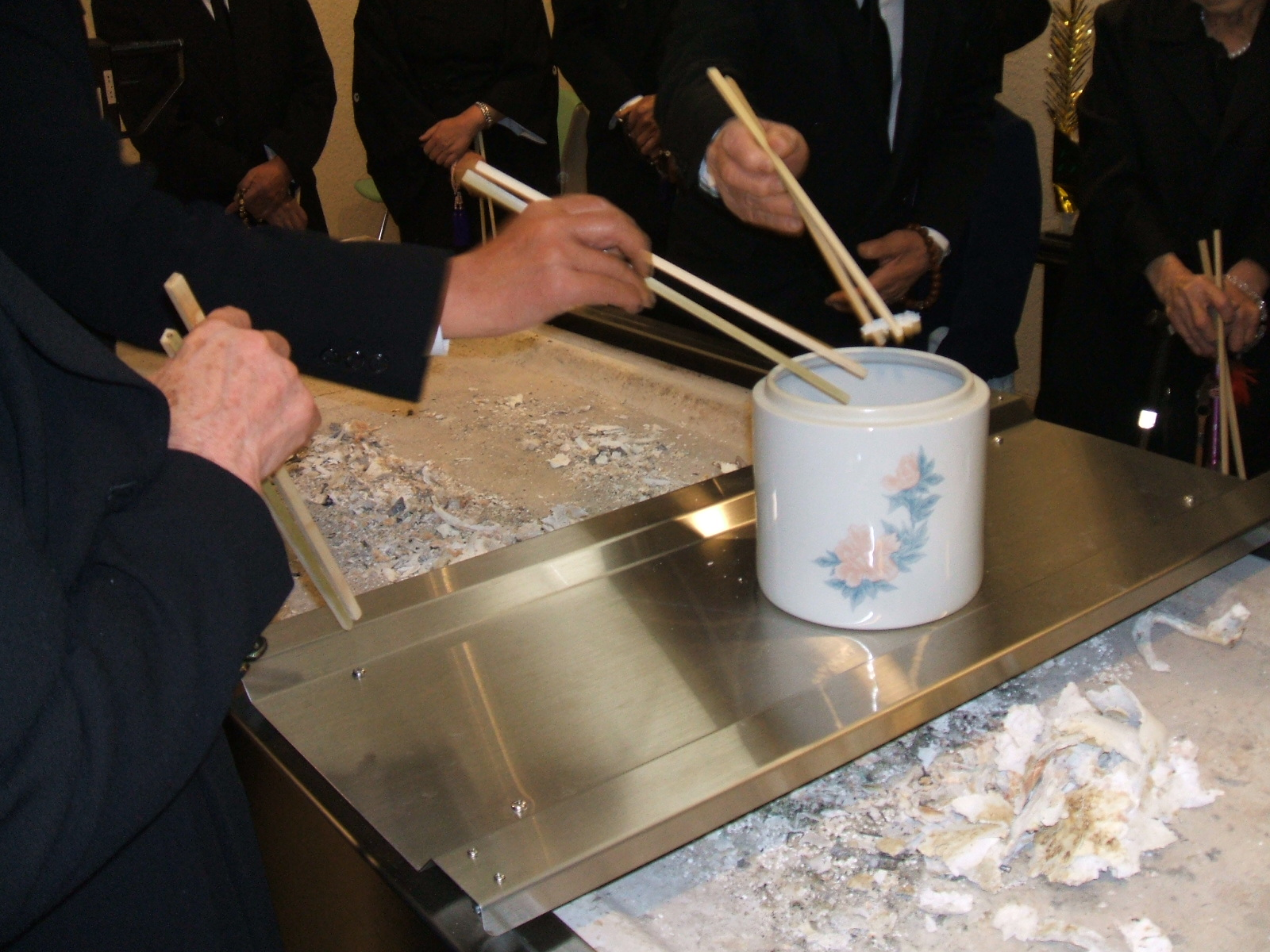
일본 장례식에서의 뼈 줍기 의식

대부분의 아시아 국가에서는 미리 요청하지 않는 한 뼈를 분쇄하지 않는다. 분쇄되지 않은 뼈는 가족이 수집하여 재처럼 보관한다.
분쇄 후 화장 유해의 모습이 '재'라고 불리는 이유 중 하나인데, 비전문적인 용어로는 때때로 "크레메인즈(cremains)"라는 단어가 사용되기도 한다. 이는 "화장된(cremated)"과 "유해(remains)"의 합성어이다. (북미 화장 협회는 "인간 화장 유해"를 지칭할 때 "크레메인즈"라는 단어를 사용하지 않는 것을 선호한다. 이유는 "크레메인즈"가 고인과의 연관성이 적다고 생각되는 반면, 사랑하는 사람의 "화장 유해"는 더 식별 가능한 인간적 연관성을 가진다고 보기 때문이다.)
최종 분쇄 후, 재는 간단한 골판지 상자에서부터 장식적인 골호에 이르기까지 다양한 용기에 담긴다. 대부분의 화장장에서 더 비싼 용기가 선택되지 않았을 때 사용되는 기본 용기는 일반적으로 경첩이 달리고 스냅 잠금이 있는 직사각형 플라스틱 용기이다.

### 재의 무게와 구성

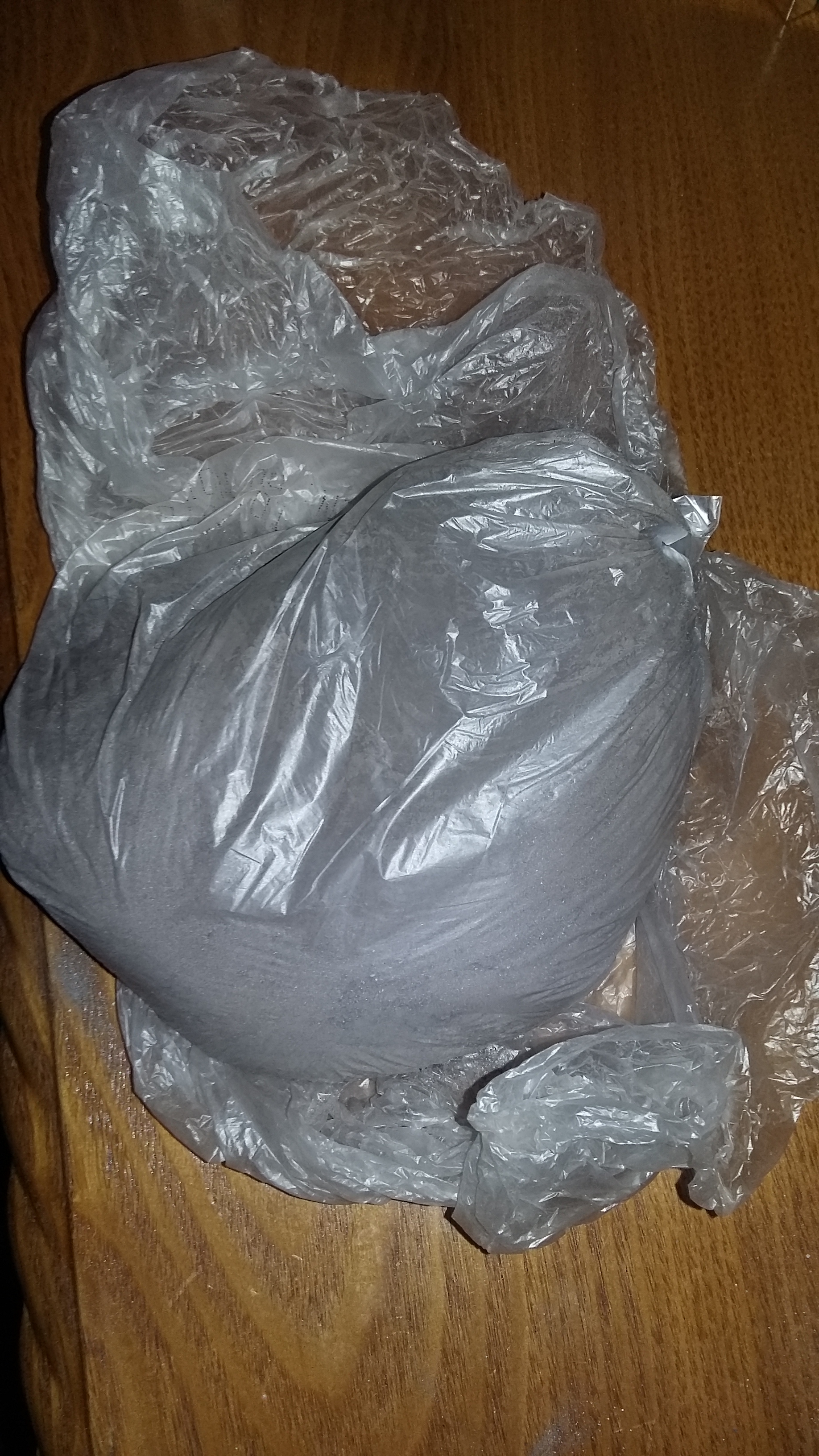
여전히 비닐봉투에 들어있는 화장 재

화장된 유해는 주로 건조된 인산 칼슘이며, 소량의 나트륨 및 칼륨 염과 같은 미량 미네랄을 포함한다. 황과 대부분의 탄소는 공정 중에 산화 가스로 제거되지만, 탄산염 형태로 약 1~4%의 탄소가 남아 있다.
남아 있는 재는 시신 원래 질량의 약 3.5%를 차지한다(어린이의 경우 2.5%). 건조된 뼈 조각의 무게는 골격량과 밀접하게 관련되어 있으므로 사람마다 무게가 크게 달라진다. 체성분 변화(예: 지방 및 근육 손실 또는 증가)는 화장 유해의 무게에 영향을 미치지 않으므로, 유해의 무게는 사람의 단순한 무게보다는 키와 성별(골격 무게 예측)을 통해 더 정확하게 예측할 수 있다.
성인의 재는 876~3784 g(1.93~8.34 lb)의 무게를 가질 수 있으며, 여성의 재는 일반적으로 2750 g(6.06 lb) 미만이고 남성의 재는 일반적으로 1887 g(4.16 lb) 이상이다.
화장 후 남는 것은 뼈만이 아니다. 놓쳤던 보석류, 관의 장식물, 치아 수복물, 그리고 고관절 인공관절과 같은 외과적 임플란트에서 녹은 금속 덩어리가 있을 수 있다. 유방 임플란트는 화장 전에 제거할 필요가 없다. 심박조율기와 같은 일부 의료 기기는 폭발 위험을 피하기 위해 화장 전에 제거해야 할 수 있다. 티타늄 고관절(변색되지만 녹지는 않음)이나 관 경첩과 같은 큰 품목은 일반적으로 처리 전에 제거되는데, 이는 처리 장비에 손상을 줄 수 있기 때문이다. (처음에는 놓쳤더라도 궁극적으로는 처리 완료 전에 제거해야 한다. 티타늄 관절 대체물과 같은 품목은 너무 내구성이 강하여 분쇄할 수 없기 때문이다.) 임플란트는 가족에게 반환될 수 있지만, 일반적으로 고철로 판매된다. 유해가 처리된 후, 치아 충전재나 반지(흔히 "글리닝"이라고 함)와 같은 작은 금속 조각은 체로 걸러져 나중에 묘지의 외딴 지역에 있는 일반적인 성별된 땅에 안치될 수 있다. 또한 귀금속 고철로 판매될 수도 있다.

## 유해 보관 또는 처분

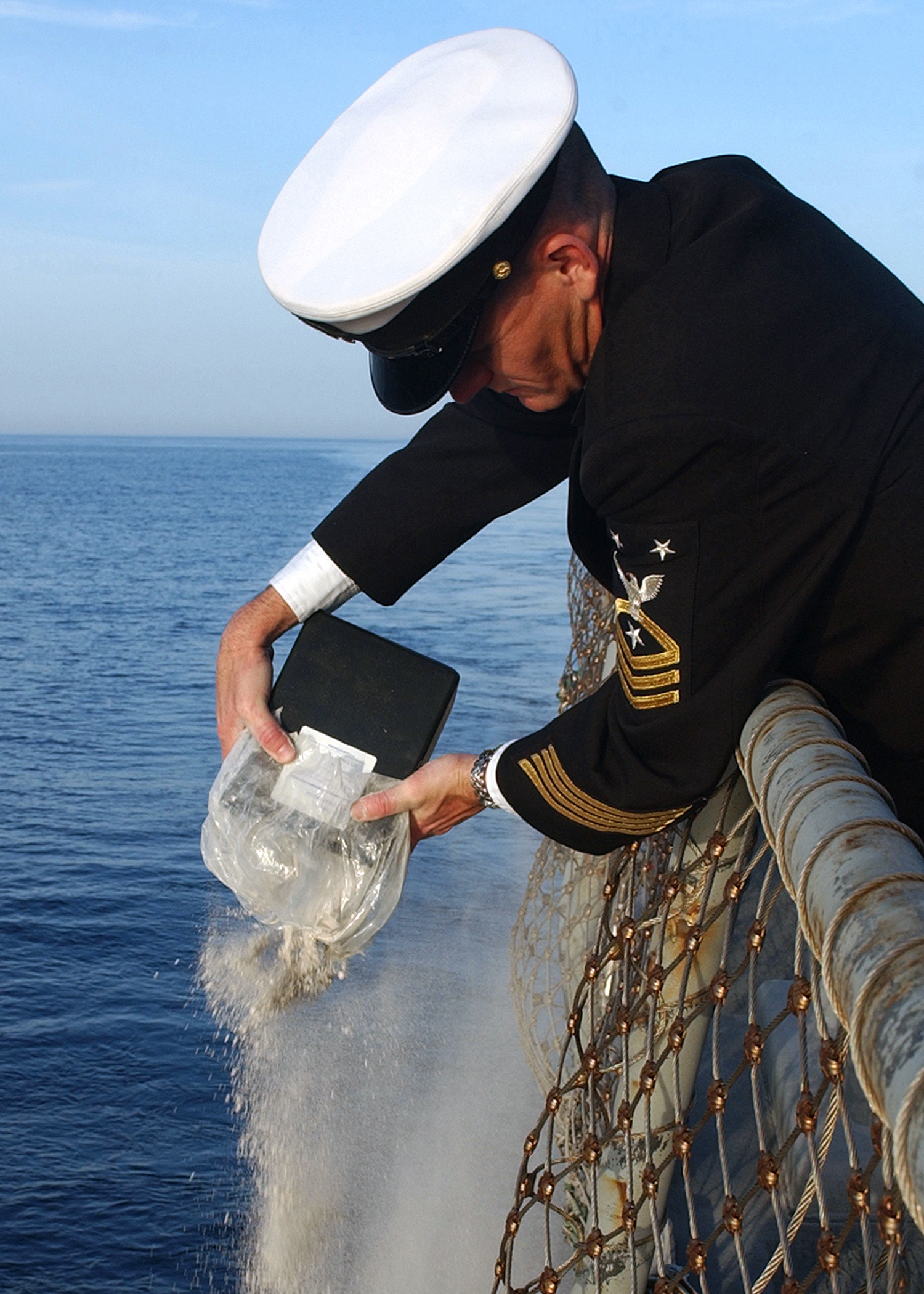
미국 해군 수병이 바다에 화장 유해를 뿌리고 있다. 유해가 담긴 투명한 비닐 내부 봉투와 그 옆에 내부 봉투를 담았던 라벨이 붙은 검은색 플라스틱 상자가 보인다. 이것은 미국 포장 방식에서 일반적이다.

화장된 유해는 관습과 국가에 따라 다양한 방식으로 다음 직계 가족에게 반환된다. 미국에서는 화장된 유해가 거의 항상 두꺼운 방수 폴리에틸렌 비닐봉투에 담겨 단단한 스냅식 상단 직사각형 플라스틱 용기에 보관되며, 인쇄된 종이 라벨이 붙어 있다. 기본 밀봉된 비닐 용기 봉투는 추가 골판지 상자나 벨벳 주머니에 담길 수 있으며, 가족이 이미 구매한 경우 골호에 담길 수도 있다. 화장장 권한 하에 준비된 공식 화장 증명서가 유해에 동봉되며, 법률이 요구하는 경우, 화장 유해와 함께 보관되어야 하는 인체 유해 처분 허가서도 동봉된다.
화장된 유해는 골호에 보관하거나, 특별한 추모 건물(납골당)에 보관하거나, 여러 장소의 땅에 매장하거나, 특별한 들판, 산, 또는 바다에 뿌릴 수 있다. 또한, 다양한 방법과 장소에서 화장된 유해를 뿌려주는 여러 서비스가 있다. 몇 가지 예로는 헬륨 풍선, 불꽃놀이, 샷건 탄약 발사, 보트 또는 비행기나 드론에서 뿌리는 것 등이 있다. 한 서비스는 립스틱 크기의 화장 유해 샘플을 저궤도에 보내 몇 년 동안(영구적이지는 않지만) 머물다가 대기권으로 재진입한다. 일부 회사는 화장 유해의 일부를 인공 다이아몬드로 만들어 보석으로 만들 수 있는 서비스를 제공한다. 이러한 "화장 보석"은 장례 보석, 추모 보석 또는 기념 보석으로도 알려져 있다. 화장 유해의 일부는 특별히 디자인된 로켓 형태의 화장 보석에 보관되거나, 심지어 특수 유리 기념품과 유리 구슬에 불어넣어질 수도 있다.
화장된 유해는 골호와 시멘트와 함께 인공 산호초의 일부로 통합될 수도 있고, 그림 물감과 섞어 고인의 초상화로 만들 수도 있다. 일부 개인은 고인 초상화를 위한 문신 잉크에 소량의 유해를 사용한다. 화장된 유해는 미국 국립공원에 특별 허가를 받아 뿌릴 수 있다. 또한 소유주의 허가를 받아 사유지에 뿌릴 수도 있다. 화장된 유해는 매장될 수도 있다. 대부분의 묘지는 이미 구입했거나 화장된 유해를 처리하는 가족이 사용하는 묘지 부지에 화장된 유해를 추가 요금이나 감독 없이 매장하는 것을 허용한다.
재는 알칼리성이다. 스노든산, 웨일스와 같은 일부 지역에서는 환경 당국이 재를 자주 뿌리면 토양의 성질이 변하고 생태계에 영향을 미칠 수 있다고 경고했다.
최종 처분은 고인의 개인적인 선호뿐만 아니라 문화적, 종교적 신념에 따라 달라진다. 일부 종교는 화장된 유해를 뿌리거나 집에서 보관하는 것을 허용한다. 로마 가톨릭교회와 같은 일부 종교는 유해를 매장하거나 안치하는 것을 선호한다. 힌두교는 고인의 가장 가까운 남성 친척(아들, 손자 등)이 화장된 유해를 성스러운 강 갠지스강에 담그도록 의무화하며, 인도 트리베니 상감, 알라하바드, 바라나시, 하리드와르와 같은 성스러운 도시 중 한 곳에서 이루어지는 것이 바람직하다. 시크교는 유해를 수틀레지강에, 보통 키라트푸르 사히브에 담근다. 남인도에서는 강이 동에서 서로 흐르는 구간인 스리랑가파트나의 파스치마 바히니에 있는 카베리강에 재를 담그는데, 이는 인간의 삶을 해돋이부터 해질녘까지 묘사하는 것이다. 일본과 대만에서는 남은 뼈 조각이 가족에게 주어져 최종 안치 전에 매장 의식에 사용된다.

## 이유

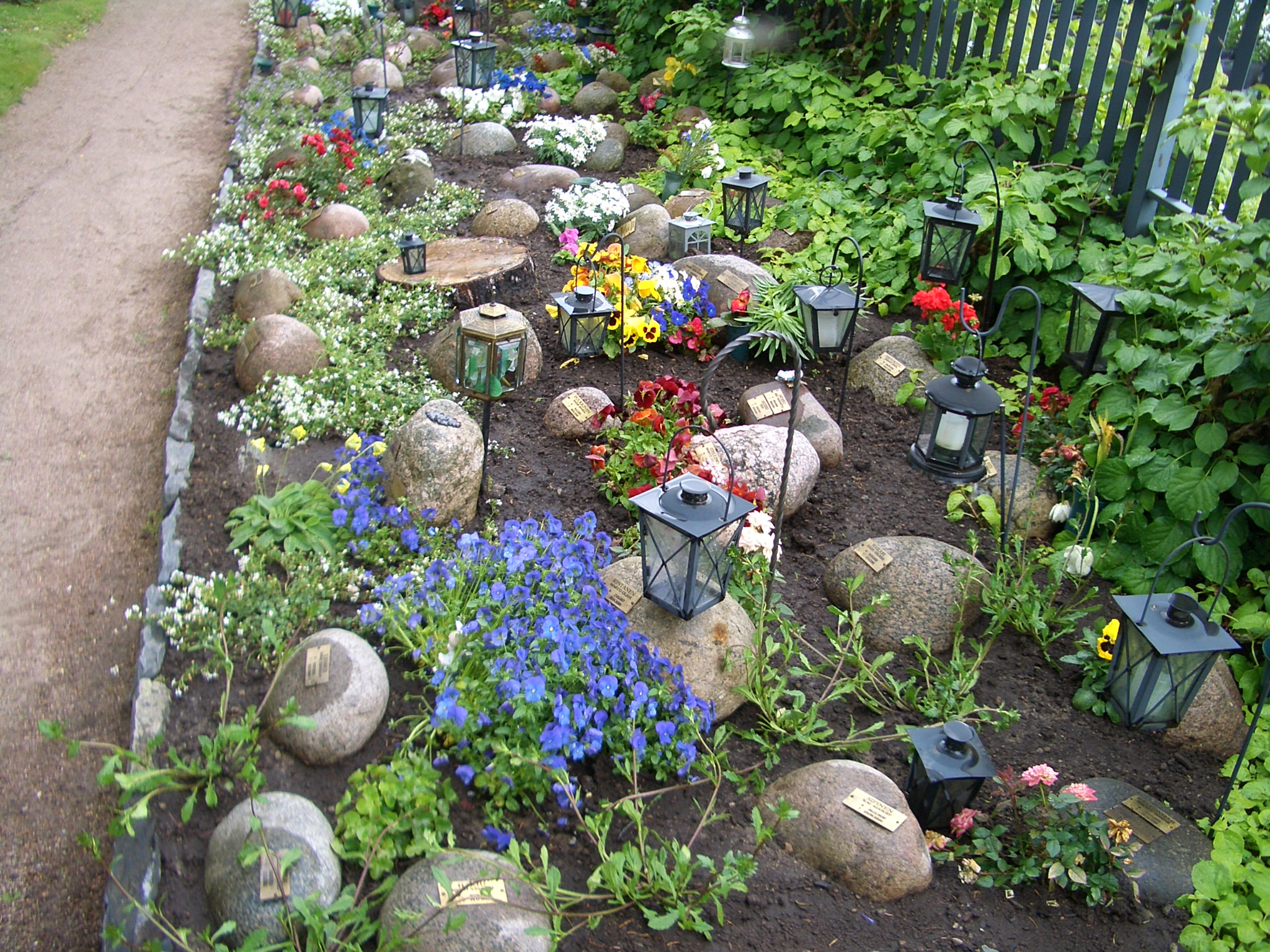
화장은 묘지 공간을 매우 경제적으로 사용할 수 있게 한다. 핀란드 헬싱키의 미니 묘비.

종교적인 이유(아래에서 논의) 외에도, 어떤 사람들은 개인적인 이유로 전통적인 매장보다 화장을 선호한다. 길고 느린 부패 과정은 일부 사람들에게 매력적이지 않다. 많은 사람들은 화장이 시신을 비교적 빨리 처리하기 때문에 선호한다.
다른 사람들은 화장을 장례 절차를 간소화하는 방법으로 본다. 이 사람들은 전통적인 땅속 매장을 장례 절차에 불필요한 복잡성으로 보며, 따라서 서비스를 가능한 한 간단하게 만들기 위해 화장을 선택한다. 화장은 매장 장례식보다 계획하기 더 간단한 시신 처리 방법이다. 이는 매장 장례식의 경우 시신을 위한 더 많은 운송 서비스뿐만 아니라 유체보존기술 및 기타 시신 보존 방법을 계획해야 하기 때문이다. 매장 장례식의 경우 관, 비석, 묘지 부지, 묘지 개봉 및 폐쇄 비용, 장의사 비용도 구매해야 한다. 화장 장례식은 시신을 화장장으로 운반하고, 시신을 화장하고, 골호를 계획하는 것만 필요하다.
비용 요인은 화장을 매력적으로 만든다. 일반적으로 화장은 전통적인 매장 서비스보다 저렴하며, 특히 서비스 없이 법적으로 가능한 한 빨리 시신을 화장하는 직접 화장(베어 화장이라고도 함)을 선택할 경우 더욱 그렇다. 어떤 사람들에게는 화장조차 여전히 상대적으로 비싸며, 특히 많은 연료가 필요하다. 연료 소비/연료 비용을 줄이는 방법으로는 다른 연료(예: 나무 대신 천연가스 또는 프로페인)를 사용하고, 야외 불이 아닌 소각로(레토르트)(밀폐된 공간)를 사용하는 것이 있다.
생존한 친척들에게 화장은 간단한 휴대성 때문에 선호된다. 다른 도시나 국가로 이주하는 생존자들은 사랑하는 사람의 유해를 함께 안치하거나 뿌릴 궁극적인 목표를 가지고 운반할 수 있다.

## 환경 영향
화장은 명백한 탄소 배출량원이지만, 현지 관행에 따라 매장보다 환경적 이점이 있다. 네덜란드 응용 연구 기구의 엘리자베스 케이저(Elisabeth Keijzer) 연구에 따르면 화장은 전통적인 매장(연구는 자연장을 다루지 않음)보다 환경 영향이 적었으며, 알칼리 가수 분해의 새로운 방법(때로는 녹색 화장 또는 레소메이션이라고도 함)은 둘보다 영향이 적었다. 이 연구는 네덜란드 관행을 기반으로 한 것이다. 미국 화장장은 수은을 배출할 가능성이 더 높지만, 견목 관을 태울 가능성은 적다. 케이저의 연구는 또한 화장 또는 매장이 장례식 환경 영향의 약 4분의 1만을 차지하며, 장례식에 참석하기 위한 사람들의 이동으로 인한 탄소 배출량이 훨씬 더 많다는 것을 발견했다.
각 화장은 약 106 리터(28 US gal)의 연료를 필요로 하며, 약 245 kg(540 lbs)의 이산화탄소를 대기 중으로 방출한다. 따라서 미국에서 매년 화장되는 약 100만 구의 시신은 약 24만 5천 톤(27만 short ton)의 이산화탄소를 배출하는데, 이는 미국 평균 가정 22,000가구가 1년 동안 배출하는 이산화탄소보다 많은 양이다. 화장로를 더 오랫동안 사용하고, 관을 받은 당일에 화장을 해야 한다는 요구 사항을 완화함으로써 환경 영향을 줄일 수 있으며, 이는 화석 연료 사용과 탄소 배출량을 줄인다. 따라서 화장은 점점 더 환경 친화적으로 변하고 있다. 일부 장례 및 화장장 소유주는 가벼운 재활용 복합판으로 만든 효율적으로 연소되는 관을 사용하여 탄소 중립 장례 서비스를 제공한다. 미국 일부 지방자치단체에서는 화장장이 조례로 불법이다. 예를 들어 하이랜드 (뉴욕) 시가 그렇다.
매장은 특정 환경 오염 물질의 알려진 원천이며, 주요 오염 물질은 폼알데하이드와 관 자체이다. 화장은 또한 치아 수복물에서 나오는 수은과 같은 오염 물질을 방출할 수 있다. 영국과 같은 일부 국가에서는 이제 법적으로 화장로에 수은과 같은 심각한 오염 물질을 제거하는 감축 장비(필터)를 장착하도록 요구하고 있다.
또 다른 환경 문제는 전통적인 매장이 많은 공간을 차지한다는 것이다. 전통적인 매장에서는 시신이 다양한 재료로 만든 관에 매장된다. 미국에서는 관이 종종 콘크리트 금고나 라이너 안에 놓인 후 땅에 매장된다. 개별적으로는 많은 공간을 차지하지 않을 수 있지만, 다른 매장과 결합되면 시간이 지남에 따라 심각한 공간 문제를 야기할 수 있다. 특히 일본과 유럽, 그리고 대도시에 있는 많은 묘지들은 영구적인 공간이 부족해졌다. 예를 들어, 도쿄에서는 전통적인 묘지 부지가 극히 부족하고 비싸며, 런던에서는 공간 위기로 인해 해리엇 하먼이 "이층" 매장을 위해 오래된 묘지를 재개방할 것을 제안했다. 독일의 일부 도시에는 판매용 묘지가 없고, 임대용 묘지만 있다. 임대 기간이 만료되면 유해는 발굴되어 전문가가 뼈를 묶고, 두개골 이마에 묘비에 있던 정보를 새기고, 유해를 특별한 지하실에 보관한다. 싱가포르에서는 화장이 대부분의 싱가포르인들에게 선호되는데, 이는 싱가포르의 매장이 15년으로 제한되기 때문이다.

## 종교적 견해

### 기독교
기독교 국가와 문화권에서는 역사적으로 화장이 권장되지 않았으며, 하나님의 형상을 모독하고 성경에 가르쳐진 죽은 자의 부활을 방해하는 것으로 여겨졌다. 현대 개혁주의 전통에서는 성경의 문자적 해석이 덜 흔해졌으므로, 이제는 일부 교파에서 허용된다.

#### 가톨릭교회
기독교인들은 고대 로마 문화에서 흔했던 것처럼 시신을 화장하기보다는 매장하는 것을 선호했다. 초기 교회는 하나님의 형상으로 창조된 인간의 몸에 대한 유대교의 존중을 이어받아, 모든 죽은 자의 미래 부활을 희망하며 빠른 매장 관행을 따랐다. 로마 카타콤과 중세 로마 가톨릭 성인의 성유물 숭배는 이러한 선호를 증명한다. 그들에게 몸은 영혼을 담는 단순한 그릇이 아니라, 인간의 필수적인 부분이었다. 그들은 몸을 성사로 성화되었으며, 그 자체로 성령의 전이라고 보았고, 따라서 존중하고 경외하는 방식으로 처리되어야 한다고 보았다. 그들은 시신 처리에 관련된 많은 초기 관행이 이교적 기원을 가지고 있거나 몸에 대한 모욕이라고 보았다.
시신을 화장하는 것이 하느님의 부활 능력에 지장을 줄 수 있다는 생각은 2세기 미누키우스 펠릭스의 옥타비우스에서 반박되었는데, 그는 이렇게 말했다. "모든 시체는 먼지로 마르거나, 습기로 녹거나, 재로 압축되거나, 연기로 옅어지든 간에 우리에게서 사라지지만, 원소의 보호 아래 하느님을 위해 보존된다. 그리고 너희가 믿는 것처럼 우리는 매장으로 인한 손실을 두려워하지 않고, 고대적이고 더 나은 땅에 매장하는 관습을 따른다." 뼈에서 살을 제거하기 위해 끓이는 유사한 관행도 1300년 교황 보니파시오 8세의 칙령으로 파문으로 처벌되었다. 그리고 매장에 대한 분명하고 지배적인 선호가 있었음에도 불구하고, 1866년까지 화장을 금지하는 일반적인 교회법은 없었다. 중세 유럽에서는 화장이 주로 전투 후, 유행병이나 기근 후와 같이 동시에 시신이 대량으로 존재하고, 시신에서 질병이 퍼질 즉각적인 두려움이 있는 상황에서 행해졌다. 개별적인 매장과 묘지 파기가 너무 오래 걸리고 모든 시신이 매장되기 전에 시신 부패가 시작될 수 있었기 때문이다.
중세부터, 그리고 18세기 이후에는 더욱 그러했듯이, 비기독교 합리주의자들과 고전학자들은 부활 및 내세의 부정을 진술하기 위해 다시 화장을 옹호하기 시작했다. 비록 화장 찬성 운동은 종종 이러한 우려를 해소하려고 노력했지만 말이다. "하나님의 공언된 적들"과 화장을 연관시키는 것에 직면하여 가톨릭 교회 내의 화장 반대 감정은 굳어졌다. 프리메이슨 단체들이 그리스도교의 부활 신앙을 거부하는 수단으로 화장을 옹호하자, 성좌는 1886년에 가톨릭 신자들의 화장 관행을 금지했다. 1917년 교회법전은 이 금지를 포함했다. 1963년, 일반적으로 화장이 육체적 부활을 부정하는 것이 아니라 실제적인 목적으로 추구되고 있음을 인식하고, 특정 상황에서는 화장을 선택하는 것이 허용되었다. 현재의 1983년 교회법전은 "교회는 그리스도인 매장의 경건한 관습을 유지할 것을 간곡히 권고하지만, 그리스도교 가르침에 반하는 이유로 선택되지 않는 한 화장을 전적으로 금지하지는 않는다"고 명시하고 있다.
가톨릭 장례 의식이 화장과 관련하여 보편적인 규칙은 없지만, 주교회의는 각국에 대한 규칙을 정하고 있다. 이 중 가장 정교한 것은 아마도 미국 가톨릭 주교회가 성좌의 필요한 확인을 받아 제정하고 미국판 『기독교 장례 예식서』 부록 II에 발표한 것일 것이다.
성좌는 일부 경우에 주교들이 화장 유골이 있는 곳에서 장례 의식을 거행하는 것을 허락할 권한을 부여했지만, 의식은 여전히 온전한 시신이 있는 곳에서 거행되는 것이 선호된다. 죽은 자의 재에 대한 충분한 존중을 보이지 않는 것으로 간주되는 관행, 예를 들어 보석으로 만들거나 뿌리는 행위는 가톨릭 신자에게 금지되지만, 육상이나 해상 매장, 또는 벽감이나 납골당에 안치하는 것은 이제 허용되는 것으로 간주된다.

#### 성공회와 루터교
1917년 『미국 루터교 조사』 제6권은 "루터교 성직자들은 일반적으로 거부한다"며 "성공회 목사들은 종종 반대 입장을 취한다"고 명시했다. 실제로 1870년대에는 런던 주교인 성공회 주교가 화장 관행이 "몸의 부활 교리에 대한 인류의 믿음을 훼손하고, 성경적 세계관의 거부를 가속화하며, 따라서 가장 비참한 사회 혁명을 초래할 것"이라고 진술했다. 조지 헨리 거버딩(George Henry Gerberding)은 『루터교 목사』에서 다음과 같이 말했다.
셋째. 화장에 관하여. 이것은 성경적 또는 기독교적 시신 처리 방식이 아니다. 구약과 신약은 몸이 원래 땅에서 취해졌듯이, 다시 땅으로 돌아가야 한다고 동의하고 전제한다. 매장은 자연적이고 기독교적인 방식이다. 여기에는 아름다운 상징주의가 있다. 종말론의 모든 용어는 그것을 전제로 한다. 화장은 순전히 이교적이다. 그것은 이교도 그리스인과 로마인 사이의 주요 관행이었다. 대부분의 힌두교인들은 죽은 자를 그렇게 처리한다. 그것은 성령의 성전으로 의도되고 하나님의 형상을 지니도록 의도된 몸에 대한 불명예이다. 그것은 부활 교리에 대한 음흉한 부정이다.
일부 개신교 교회는 가톨릭 교회보다 훨씬 일찍 화장을 받아들였지만, 일부 개신교도들 사이에서는 성경을 문자적으로 해석하는 경향이 있어 화장 찬성 정서가 만장일치는 아니었다. 개신교 국가에서 최초의 화장장은 1870년대에 건설되었고, 1908년에는 가장 유명한 성공회 교회 중 하나인 웨스트민스터 사원의 사원장과 참사회가 사원 경내에 매장하려면 유해가 화장되어야 한다고 요구했다. 오늘날 "뿌리기" 또는 "흩뿌리기"는 일부 개신교 교단에서 허용되는 관행이며, 일부 교회는 유골을 뿌릴 수 있는 자체 "추모의 정원"을 가지고 있다. 스칸디나비아의 루터교회와 같은 일부 교단은 가족 묘지에 유골함을 매장하는 것을 선호한다. 따라서 가족 묘지에는 여러 세대의 유골함과 배우자 및 사랑하는 사람들의 유골함이 함께 있을 수 있다.

#### 감리교
1898년에 출판된 감리교 소책자 『불멸과 부활』(Immortality and Resurrection)은 "매장은 육체의 부활에 대한 믿음의 결과인 반면, 화장은 그 소멸을 예견한다"고 언급했다. 『감리교 리뷰』(The Methodist Review)는 1874년에 "세 가지 생각만으로도 초기 기독교인들이 죽은 자들을 특별히 돌보았을 것이라고 추정할 수 있다. 즉, 교회의 본질적인 유대적 기원; 그들의 창시자의 매장 방식; 그리고 사도들에 의해 강력하게 주장되고 초기 기독교인들에게 지대한 영향을 미친 육체의 부활 교리이다. 이러한 고려 사항으로 볼 때, 로마의 화장 풍습은 기독교인의 마음에는 가장 혐오스러운 것이었을 것이다"라고 언급했다.
적어도 1992년부터 연합 감리 교회는 화장을 지지하거나 비난하는 구체적인 공식 입장을 가지고 있지 않으며, 개인과 가족의 선택에 맡기고 있다. 공식 의식 내의 자료들은 유골함의 사용 가능성과 재의 안치에 대해 언급한다.

#### 동방 정교회 및 기타 반대
비주류 개신교 단체와 정교회를 포함한 일부 기독교 종파는 화장을 전적으로 반대한다. 동방 정교회와 오리엔탈 정교회는 화장을 금지한다. 피할 수 없는 상황(국가 기관의 요구, 전쟁 후 또는 전염병 중)이나 이미 부패 상태에 있는 시신이 발견되는 등 정당한 사유로 추구될 수 있는 경우에는 예외가 허용된다. 그러나 고인이 특별히 그리고 고의적으로 정당한 사유 없이 화장을 선택한 경우, 그는 교회에서 장례식을 거행할 수 없으며 기독교 묘지에 매장되거나 죽은 자를 위한 전례 기도에서 영구적으로 제외될 수도 있다. 정교회에서 화장은 하나님의 전과 육체 부활의 교리를 거부하는 것으로 간주된다.
대부분의 독립 성경 교회, 자유 교회, 성결 교회, 그리고 재세례파 신앙을 가진 사람들은 화장을 하지 않는다. 예를 들어, 하나님의 교회 (복원)는 초기 교회처럼 화장이 이교적 관행이라고 믿으며 화장을 금지한다.

#### 예수 그리스도 후기 성도 교회
예수 그리스도 후기 성도 교회는 지난 수십 년 동안 화장을 명시적으로 금지하지는 않았지만, 권장하지 않았다. 예를 들어, 1950년대에는 사도 브루스 R. 맥콩키가 "가장 예외적이고 특이한 상황"에서만 화장이 LDS 교리에 부합할 것이라고 썼다.
최근의 LDS 출판물은 고인이 성전 엔다우먼트를 받은 경우(따라서 성전 의복을 착용) 화장 전에 어떻게 옷을 입혀야 하는지에 대한 지침을 제공하고 있다. 또는 법적으로 화장이 요구되는 국가의 경우에도 그렇다. 법적으로 요구되는 경우를 제외하고, 고인의 가족은 시신을 화장할지 여부를 결정할 수 있지만, 교회는 "일반적으로 화장을 권장하지 않는다."

### 힌두교

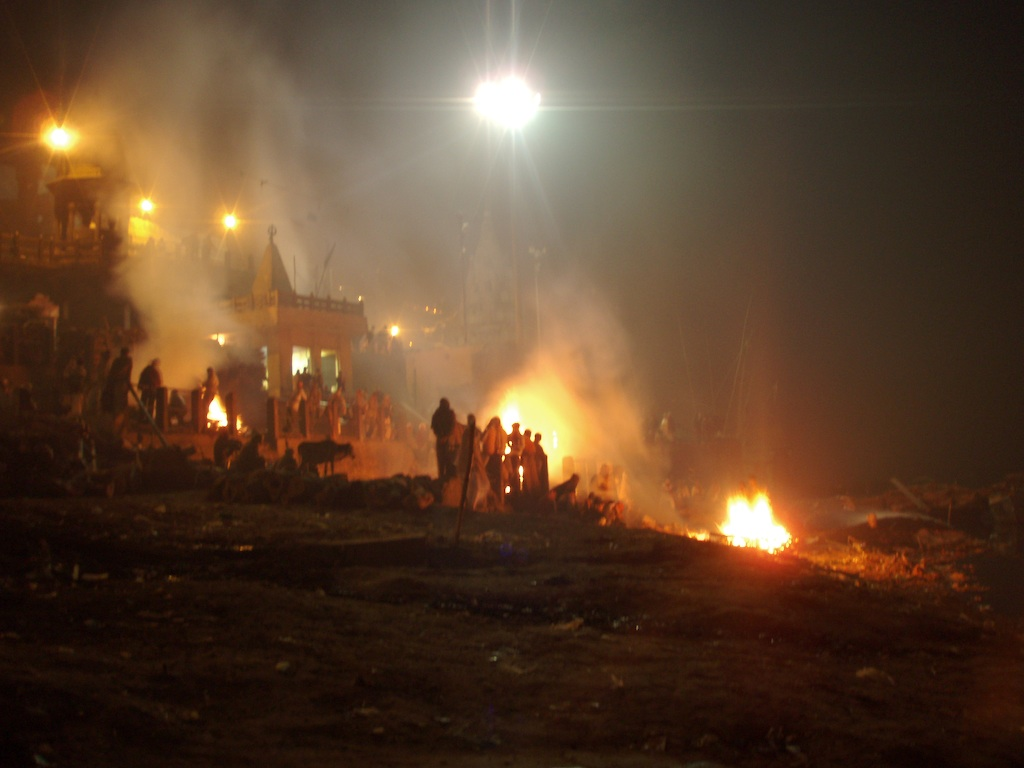
인도 바라나시의 마니카르니카 가트에서 화장하는 모습.
1948년 1월 31일 라지가트에서 마하트마 간디의 화장. 자와할랄 네루, 루이 마운트배튼, 1대 버마 백작, 마운트배튼오브버마 백작부인 에드위나 마운트배튼, 아불 칼람 아자드, 사로지니 나이두 등 다른 국가 지도자들이 참석했다. 그의 아들 데브다스 간디가 장작더미에 불을 붙였다.[112]
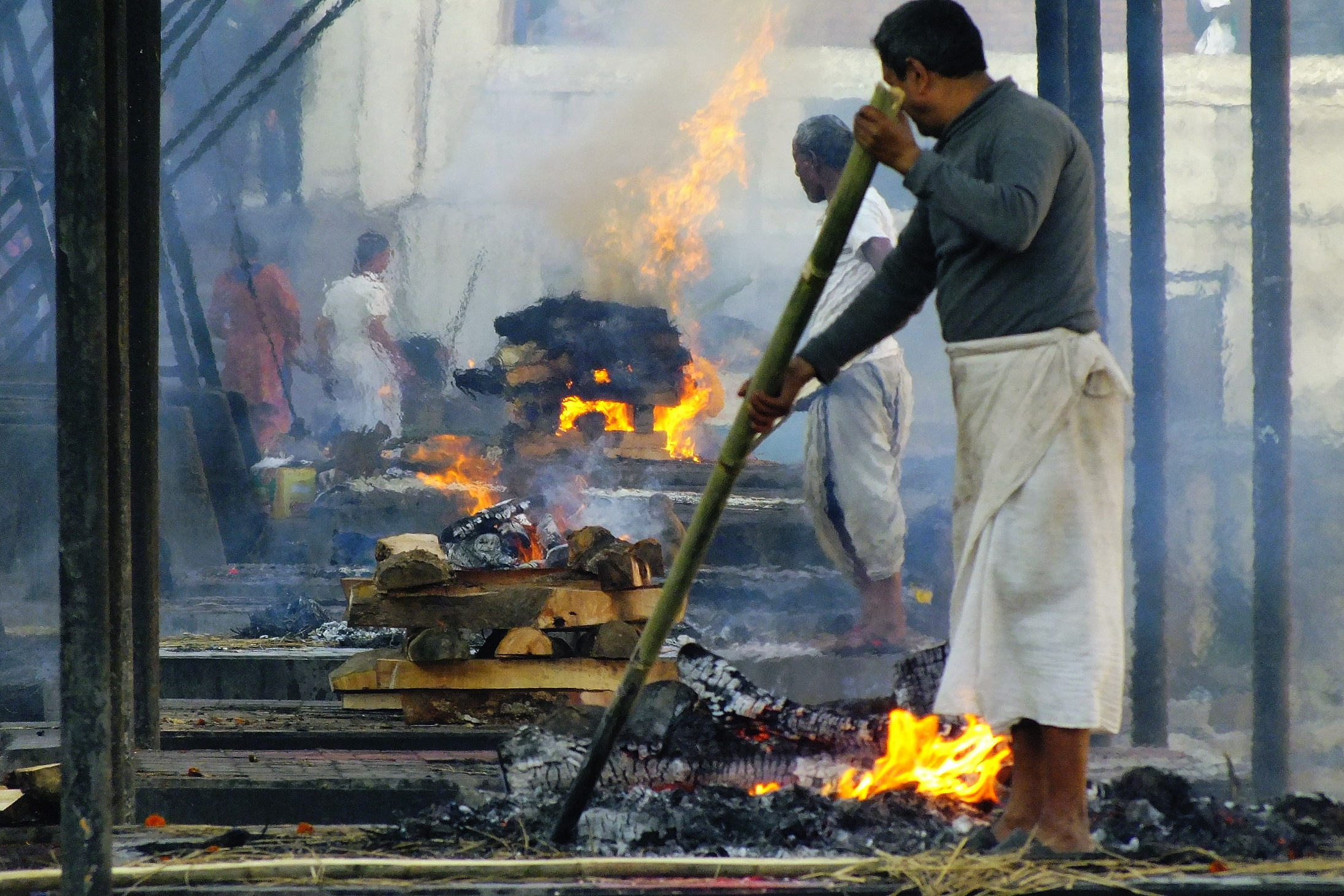
파슈파티나트 사원의 화장 과정.
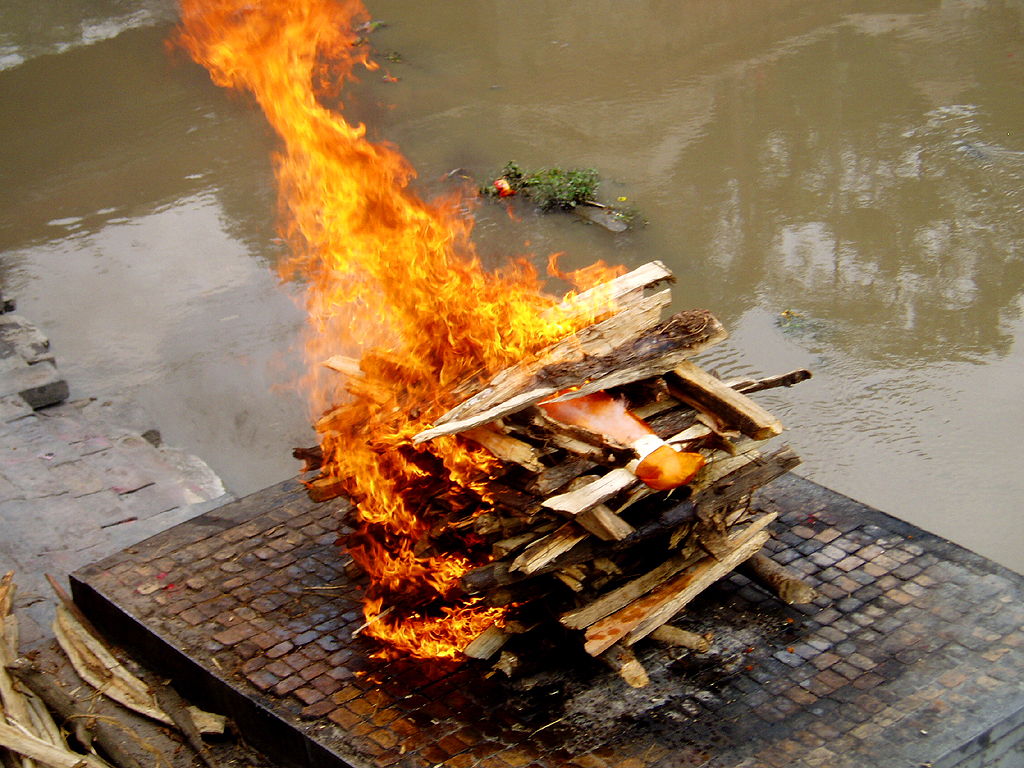
네팔의 힌두교 화장 의식. 위 삼스카라는 장작더미에 사프란 붉은 천으로 싸인 시신을 보여준다.
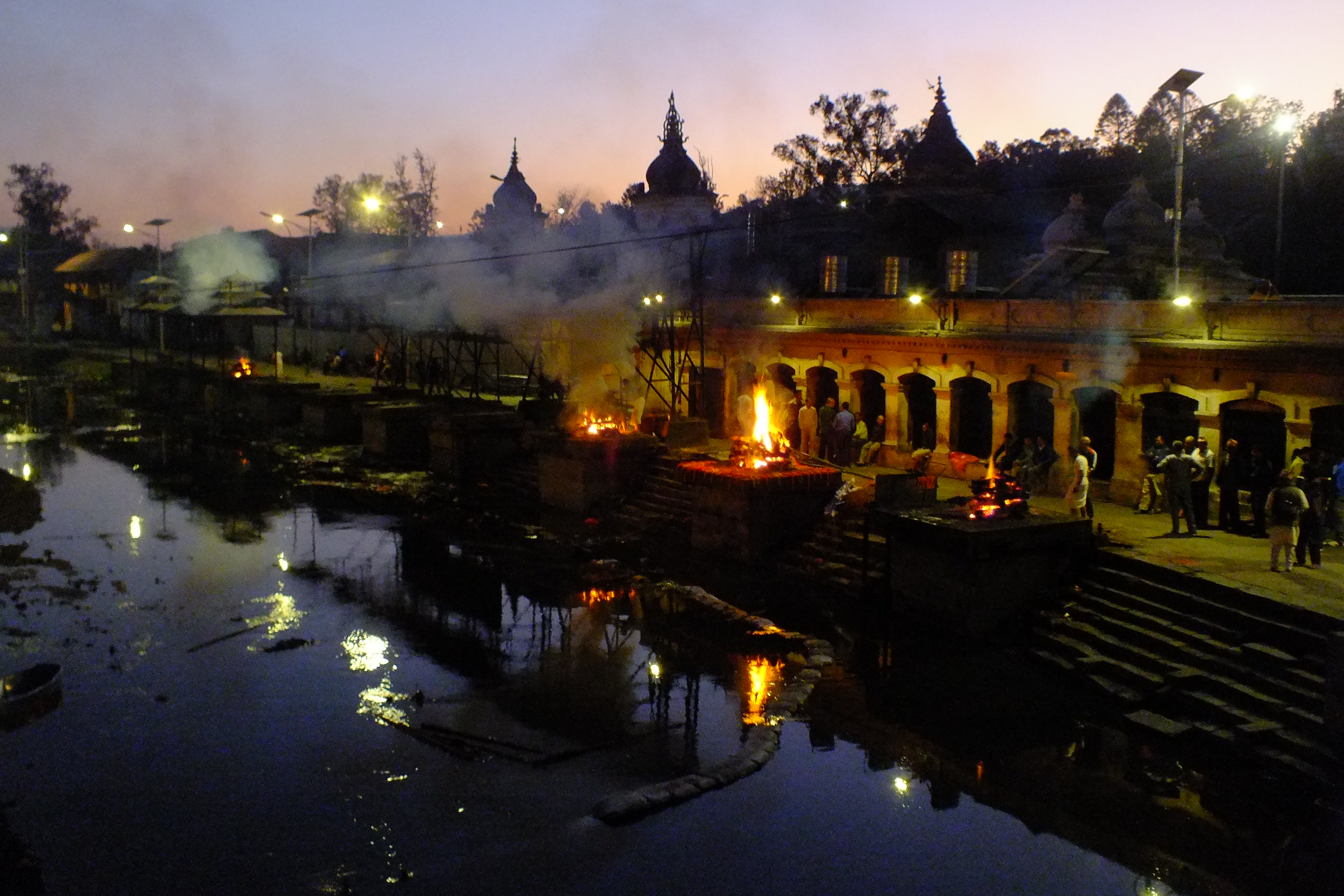
파슈파티나트 사원에서 화장이 진행 중이다.

힌두교, 불교, 자이나교, 시크교와 같은 인도계 종교는 화장을 행한다. 불교의 창시자인 석가모니는 화장되었다.
죽은 성인 힌두교인은 화장으로 애도하지만, 죽은 어린이는 일반적으로 매장된다. 이 통과의례는 모든 살아있는 존재의 소우주가 우주의 거시 세계를 반영한다는 힌두교 종교적 관점과 조화를 이루어 수행된다. 영혼(아트만, 브라흐만)은 안티예스티 의식에서 해방되는 본질적이고 불멸적인 존재이지만, 힌두교의 여러 학파에서 몸과 우주 모두 수단이자 일시적인 존재이다. 이들은 다섯 가지 요소 – 공기, 물, 불, 흙, 공간으로 구성된다. 마지막 통과의례는 몸을 다섯 가지 요소와 기원으로 되돌린다. 이 믿음의 뿌리는 베다에서 찾을 수 있으며, 예를 들어 리그베다 10.16절 찬송가에 다음과 같이 나와 있다.
불이여, 그를 완전히 태우지 말고 완전히 소비하지 마라: 그의 몸이나 그의 피부가 흩어지지 않게 하라,

오, 모든 것을 소유한 불이여, 그를 성숙하게 하였을 때, 그를 조상들에게 보내라.

모든 것을 소유한 불이여, 그를 준비시켰을 때, 그를 조상들에게 넘겨주라,

그가 자신을 기다리는 삶에 도달하면, 그는 신들의 뜻에 복종하게 될 것이다.

태양은 너의 눈을, 바람은 너의 프라나(생명 원리, 숨)를 받으라; 너의 공덕에 따라 땅이나 하늘로 가라.

운명이라면 물로 가라; 너의 모든 지체를 가지고 식물에서 집을 만들어라.

아이의 때 이른 죽음의 경우 최종 의식은 보통 화장이 아니라 매장이다. 이는 리그베다 10.18절에 뿌리를 두고 있는데, 찬송가에서 아이의 죽음을 애도하며 므리튜 신에게 "우리 소녀들도, 소년들도 해치지 마소서"라고 기도하고, 대지에게 죽은 아이를 부드러운 양털처럼 덮고 보호해 달라고 간청한다.
화장된 시신의 재는 보통 힌두교 관행에서 신성하게 여겨지는 강에 뿌려진다. 갠지스강은 가장 신성한 강으로 여겨지며, 강둑에 위치한 바라나시는 가장 신성한 화장 장소로 간주된다.

#### 발리인

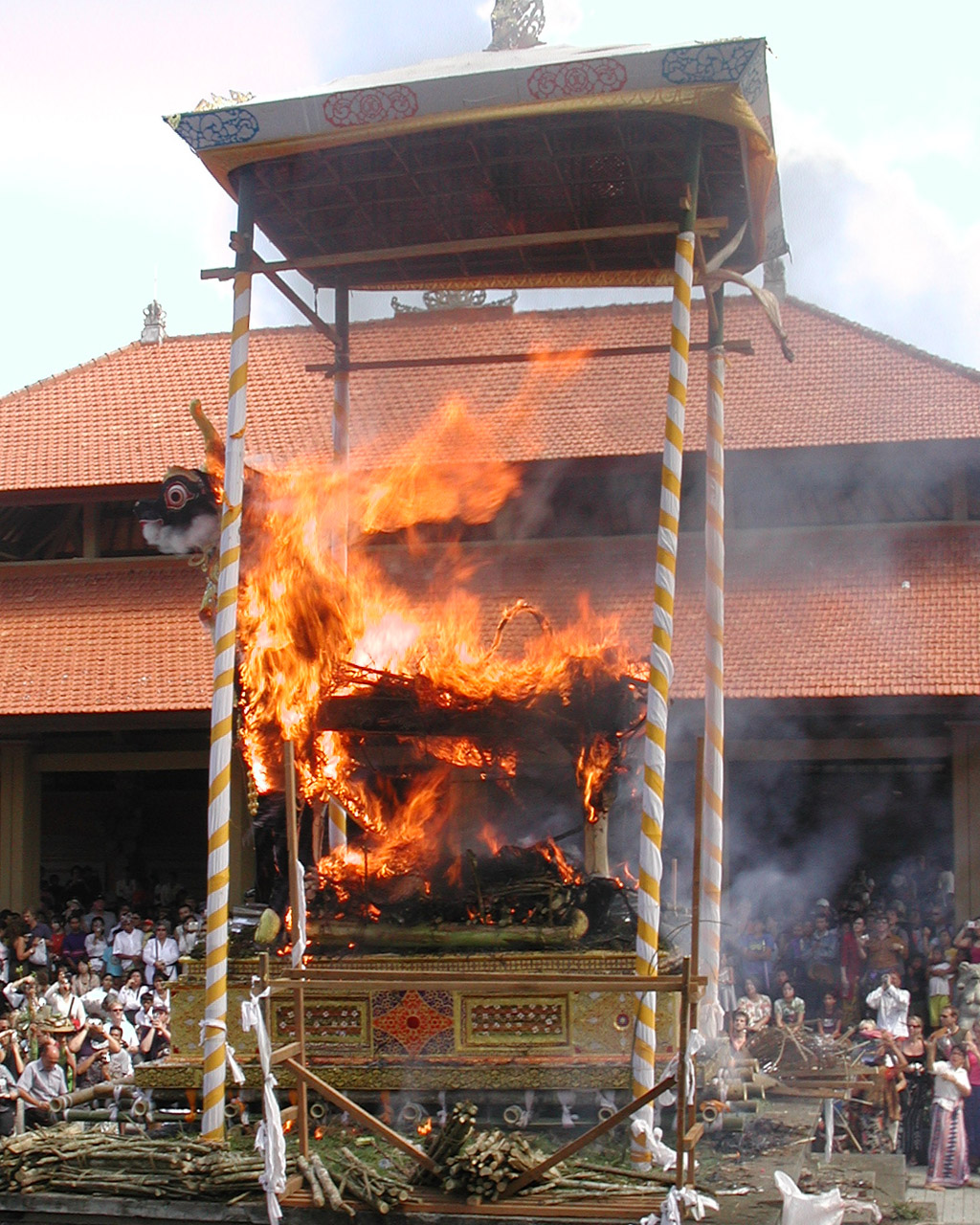
인도네시아 발리 우붓에서 힌두교도들이 죽은 자를 화장하는 모습.

발리인 힌두교도 사망자는 일반적으로 일정 기간 동안 용기 안에 매장되며, 이 기간은 1개월 이상이 될 수 있는데, 이는 발리인-자와인 역법 시스템("사카")에서 길한 날에 화장 의식(응가벤)이 이루어질 수 있도록 하기 위함이다. 또한, 사망자가 궁정 하인, 궁정 구성원 또는 하급 귀족이었을 경우, 그들의 프린스의 화장과 일치시키기 위해 화장이 몇 년까지 연기될 수 있다. 발리 장례식은 매우 비싸고, 가족이 비용을 감당할 수 있거나 마을이나 가족이 공동 장례식을 계획하여 비용이 줄어들 때까지 시신은 안치될 수 있다. 시신을 매장하는 목적은 분해 과정이 시신의 유체를 소모하게 하여, 더 쉽고 빠르며 완전한 화장을 가능하게 하기 위함이다.

### 이슬람
대부분의 무슬림은 이슬람이 화장을 엄격히 금지한다고 믿는다. 이는 화장이 망자에게 마땅한 존중과 존엄에 부합하지 않는다는 가르침 때문이다. 그들은 이슬람이 죽음 후 시신 처리에 대한 특정 의례를 가지고 있다고 믿는다.

### 유대교
히브리어 성경에서 화장에 대한 첫 언급은 사무엘상 31장에 나온다. 이 구절에서 사울과 그의 아들들의 죽은 시신이 불태워지고, 그들의 뼈가 매장된다.
유대교는 과거에 화장을 전통적으로 반대해왔는데, 이는 하나님의 형상으로 창조된 인간에게 마땅히 주어져야 할 존중에 대한 거부로 보았기 때문이다. 유대교는 또한 시신 훼손을 수반하는 방부 처리나 미라화를 통한 시신 보존도 반대했다. 미라화는 토라에서 이스라엘 백성이 노예로 살았다고 전해지는 고대 이집트인들의 관행이었다.
역사적으로 그리고 현대 철학 운동에 이르기까지 현대 정통, 정통 유대교, 하레디, 하시딤 운동은 역사적 관행과 성경에 대한 엄격한 해석에 따라 화장을 반대하며 이를 비난하는데, 이는 할라카 (유대법)가 이를 금하기 때문이다. 이러한 할라카적 우려는 성경의 문자적 해석에 근거하며, 몸을 하나님의 형상으로 창조된 것으로 보고, 육체적 부활을 전통 유대교의 핵심 신앙으로 지지한다. 이 해석은 때때로 부활을 부정한 사두개파와 같은 일부 유대인 단체에 의해 반대되기도 했다. 타나크는 매장을 일반적인 관행으로 강조하며, 예를 들어 신명기 21:23(특히 사형 집행된 범죄자의 매장을 명령함)은 죽은 시신을 매장하라는 긍정적인 명령과 죽은 시신 매장을 소홀히 하는 것을 금지하는 부정적인 명령을 포함한다. 일반적으로 자유주의적인 보수파 유대교 중 일부도 화장을 반대하며, 일부는 매우 강력하게 반대하는데, 이를 하나님의 설계를 거부하는 것으로 본다.
19세기와 20세기 초, 많은 유럽 도시의 유대인 묘지가 붐비고 공간이 부족해지면서, 일부 경우에는 화장이 처음으로 새로운 자유주의 및 개혁파 유대교 운동 사이에서 시신 처리의 승인된 수단이 되었는데, 이는 그들의 일반적인 문자적 성경 해석 및 전통 토라 의식법 거부와 일치한다. 개혁파 유대교와 같은 현재의 자유주의 운동은 여전히 화장을 허용하지만, 매장이 더 선호되는 선택으로 남아 있다. 미국 랍비 중앙 협회는 가족이 화장을 선택하는 것을 허용하지만, 개혁파 랍비는 이 관행을 만류할 수 있다는 응답을 발표했다. 그러나 개혁파 랍비는 화장 집전을 거부하지 않도록 지시받는다.
이스라엘에서는 이스라엘에서 사망한 모든 사람과 세속적이거나 비종교적인 다수 유대인 인구를 포함한 모든 시민을 위한 무료 매장 및 장례 서비스와 같은 종교 의식 행사가 거의 보편적으로 이스라엘 라비네이트를 통해 진행된다. 이는 역사적 및 전통적 유대법을 따르는 정통 조직이다. 이스라엘에는 2004년 B&L 크레메이션 시스템즈 사가 이스라엘에 화장로를 판매한 최초의 화장장 제조업체가 되기 전까지는 공식적인 화장장이 없었다. 2007년 8월, 이스라엘의 한 정통 청소년 단체가 신에 대한 모욕으로 여기는 유일한 화장장을 불태운 혐의로 기소되었다. 화장장은 소유주에 의해 재건되었고 화장로는 교체되었다.

### 바하이 신앙
바하이 신앙은 화장을 금지한다. 쇼기 에펜디를 대신하여 전국 영적 총회에 보낸 편지에는 "그는 압둘-바하가 화장을 반대하는 말을 한 점을 고려할 때, 신자들이 신앙의 행위로 자신들의 유해가 화장되지 않도록 강력히 권장해야 한다고 생각한다. 바하올라는 아크다스에서 바하이 매장 방식을 법으로 정했으며, 그것은 너무나 아름답고 적합하며 품위 있어서 어떤 신자도 그것을 스스로 박탈해서는 안 된다."라고 명시되어 있다.

### 위카
위카 신자들은 매장과 화장을 모두 행하며, 사망 후 시신을 어떻게 처리해야 하는지에 대한 정해진 지침은 없다. 위카 신자들은 몸이 단지 영혼의 껍데기일 뿐이라고 믿기 때문에 화장을 불경하거나 무례하다고 보지 않는다. 위카 신자들이 행하는 한 가지 전통은 화장한 재를 흙과 섞어 나무를 심는 것이다.

### 조로아스터교
전통적으로 조로아스터교는 불이나 흙의 오염을 막기 위해 화장이나 매장을 금한다. 시신 처리의 전통적인 방법은 "침묵의 탑"에서의 의식적 노출이지만, 매장과 화장 모두 점점 더 인기 있는 대안이 되고 있다. 일부 현대 신자들은 화장을 선택했다. 프레디 머큐리는 사망 후 화장되었다.

### 중국
주희의 성리학은 부모의 시신을 화장하는 것을 효에 어긋나는 행동으로 강하게 만류한다. 한족은 전통적으로 매장을 행했으며 화장을 금기로 여기고 야만적인 관습으로 여겼다.
전통적으로 중국에서는 불교 승려만이 화장을 행했는데, 이는 일반 한족들이 화장을 혐오하고 거부했기 때문이다. 그러나 이제는 무신론적 공산당이 엄격한 화장 정책을 시행하고 있다. 이슬람 신앙 때문에 시신을 화장하지 않는 후이족에게는 예외가 허용된다.
소수 민족인 여진족과 그 후손인 만주족은 원래 그들의 문화의 일부로 화장을 행했다. 그들은 한족으로부터 매장 관습을 받아들였지만, 많은 만주족은 계속해서 죽은 자를 화장했다.

## 반려동물
일본에는 465개가 넘는 반려동물 사찰이 운영되고 있다. 이들 장소에서는 죽은 반려동물을 위한 장례식과 의례를 행한다. 호주에서는 반려동물 주인이 자신의 반려동물을 화장하여 애완동물 묘지에 안치하거나 집으로 가져갈 수 있는 서비스를 구매할 수 있다.
반려동물 화장 비용은 위치, 화장 장소, 화장 시간에 따라 달라진다. 미국 동물 인권 협회의 화장 비용은 22.5 kg(50 lb) 미만 반려동물은 110달러, 23 kg(51 lb) 초과 반려동물은 145달러이다. 화장 유골은 주인이 7~10영업일 이내에 수령할 수 있다. 반려동물용 유골함은 50~150달러이다.
최근 몇 년간 반려동물 화장이 가속화되었음에도 불구하고, 미국인들은 여전히 2:1의 비율로 반려동물을 매장하고 있다. 반려동물 화장장의 배출물은 미국 여러 지방자치단체에서 논란의 대상이 되어왔다.

## 최근 논란

### 트라이스테이트 화장장 사건
2002년 초, 트라이스테이트 화장장에서 지난 몇 년 동안 화장되었어야 할 시신 334구가 미국 조지아주에 있는 화장장 부지에서 온전한 상태로 부패하고 있는 것이 발견되었는데, 이는 화장장 주인이 그곳에 버렸기 때문이다. 시신 중 많은 수가 신원 확인이 불가능할 정도로 부패했다. 일부 가족들은 나무와 콘크리트 먼지로 만들어진 "재"를 받았다.
운영자 레이 브렌트 마시(Ray Brent Marsh)는 787건의 형사 고발을 당했다. 2004년 11월 19일, 마시는 모든 혐의에 대해 유죄를 인정했다. 마시는 조지아주와 테네시주로부터 각각 12년형을 선고받았으며, 이는 동시에 복역된다. 그는 또한 수감 후 75년간 보호관찰에 처해졌다.
마시 가족과 트라이스테이트로 시신을 보낸 여러 장례식장을 상대로 민사 소송이 제기되었으며, 이 소송들은 궁극적으로 합의되었다. 마시 가족의 재산은 매각되었지만, 8천만 달러의 판결금 전액 회수는 불확실하다.

## 비율
화장률은 국가마다 상당한 차이가 있으며, 일본은 99.97%의 화장률을 기록한 반면, 루마니아는 2018년 0.5%의 비율을 기록했다. 영국의 화장률은 꾸준히 증가하여 1960년 34.70%에서 2019년 78.10%로 상승했다. 전국 장례 이사 협회에 따르면, 2016년 미국의 화장률은 50.2%였으며, 이는 2017년 2025년까지 63.8%, 2035년에는 78.8%로 증가할 것으로 예상되었다.

## 한국
2010년 3월, 서울시를 기준으로 보면 서울시에서 직영으로 운영하는 화장장은 벽제승화원(화장로 23기) 한 곳이었다. 이곳에서 서울시 전체 시민들의 화장을 담당하고 있어 화장장의 부족상태로 3일장을 치르지 못하는 경우가 생기고 있었으며, 이에 서울시는 서울 원지동에 제2의 화장시설을 추가하기로 하고 원지동 서울추모공원(화장로 11기-예비기 1기 포함)으로 명명하여 부지선정 10년만인 2010년 3월 25일 기공식을 갖고 공사에 들어갔다. 2011년 12월 14일 준공하였다. 현재 서울시설관리공단에서 위탁운영 중이다. 2012년 1월 16일 원지동 서울추모공원이 개원하여 수도권 지역 화장문제가 많이 해소되었다.
대통령의 경우에는 16대 노무현 대통령을 최초로 하여 13대 노태우(이상 국가장.국민장), 11.12대 전두환(가족장)으로 이어졌다.

## 같이 보기
- 안티예스티
- 해장
- 우주장
- 일본의 화장
- 죽음
- 빙장
- 알칼리 가수 분해 장례
- 사티 (관습)
- 분신자살